# Stiftskirche (Stuttgart)

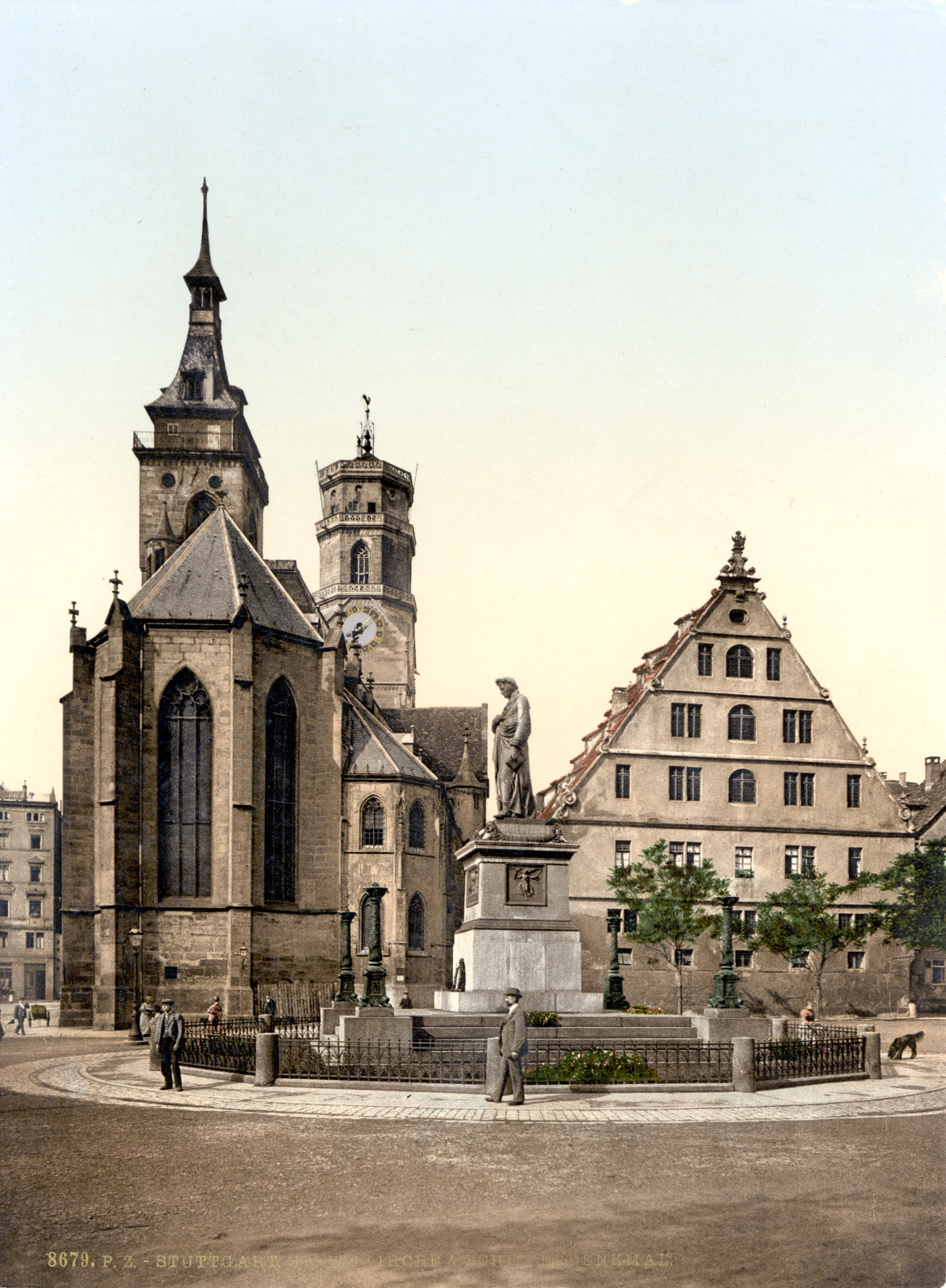
Stiftskirche um 1900, Ansicht von Nordost (Schillerplatz). Links der Südturm, dahinter der Westturm. Rechts der Fruchtkasten.

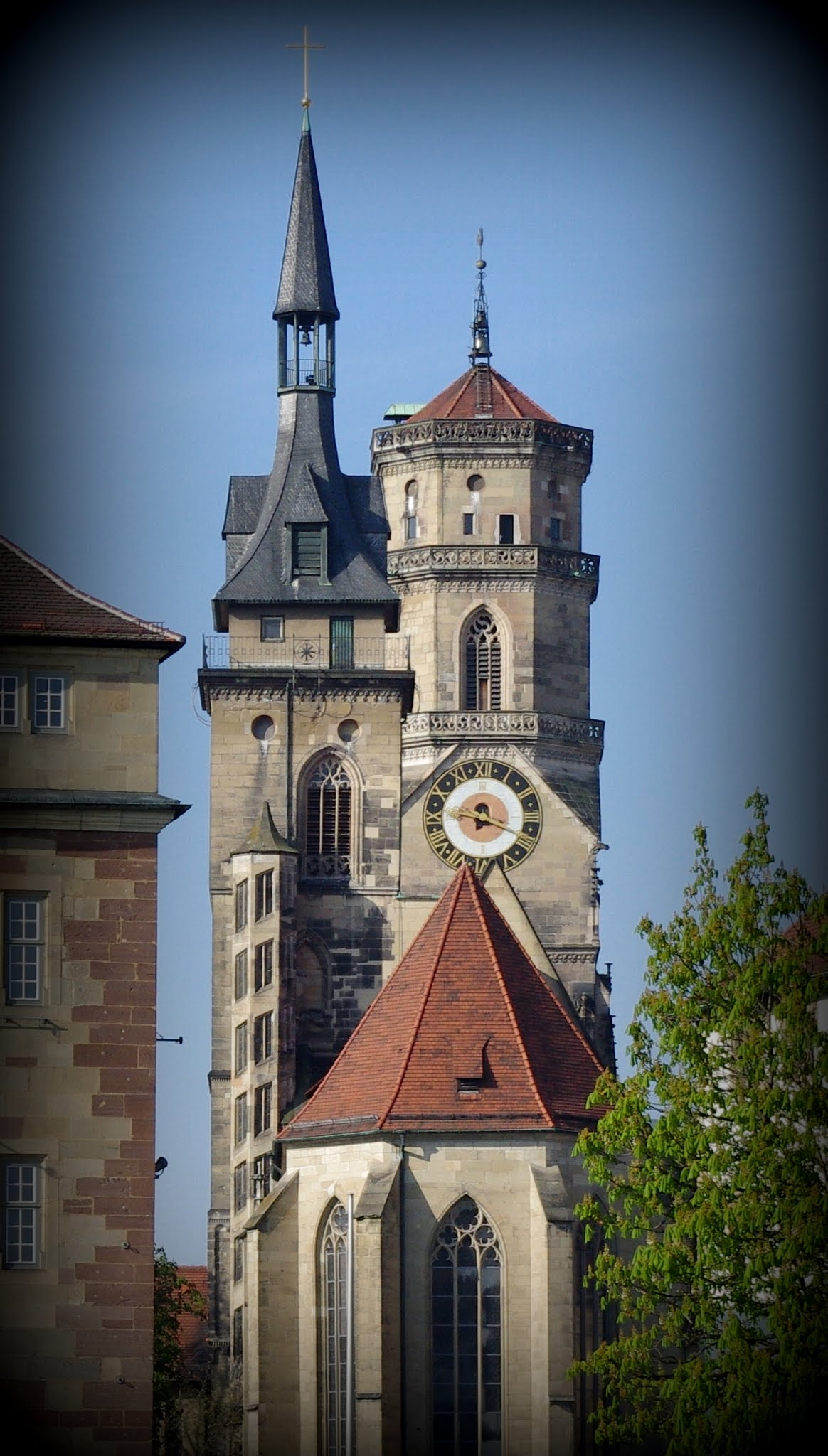
Ansicht von Nordost

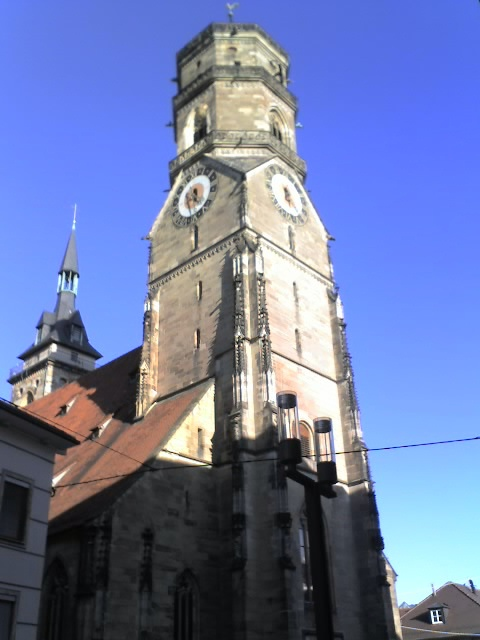
Ansicht von Westen. Links der Südturm, rechts der Westturm.

Die in der Stuttgarter Innenstadt gelegene Stiftskirche ist die Hauptkirche der Evangelischen Landeskirche in Württemberg und Pfarrkirche der Stiftskirchengemeinde. Als Innenstadtkirche übernimmt sie weiterhin Aufgaben, die über ihre Parochie hinausgehen. Der untere Teil des Südturms stellt das einzige erhaltene bauliche Zeugnis der Stauferzeit in Stuttgart dar. Mit ihren beiden ungleichen Türmen ist sie eines der Wahrzeichen der Stadt. Sie gilt zudem als sakrales Zentrum und Hauptkirche des protestantischen Württembergs.

## Ausrichtung
Die Achse des Kirchenschiffs verläuft in Nordost-Südwest-Richtung. Dennoch werden auch bei der Stiftskirche vereinfachte Bezeichnungen verwendet, die der traditionellen Ausrichtung der Kirchen in Ost-West-Richtung (siehe Ostung) entsprechen, zum Beispiel: Westwerk, Westseite, Westturm, Südwand, Südturm. Das Westwerk mit dem Hauptturm („Westturm“) liegt bei der Stiftskirche im Südwesten. Dies hat die kuriose Folge, dass der „Südturm“ an der „Südfassade“ weiter nördlich liegt als der Westturm.

## Baugeschichte

### Romanik
Während man bisher annahm, dass es aus dieser Zeit keinerlei bauliche Zeugen mehr gibt, zeigen aktuelle Funde im Altarbereich und im Schiff der Stiftskirche eine einschiffige frühromanische Kirche mit halbrunder Apsis, die im 10. oder 11. Jahrhundert entstanden ist. Diese erste Kirche liegt mitten im Grundriss der heutigen Stiftskirche; wie die Jahresringe bei einem Baum legen sich die baulichen Zeugnisse der nachfolgenden Jahrhunderte um den ältesten Kern.

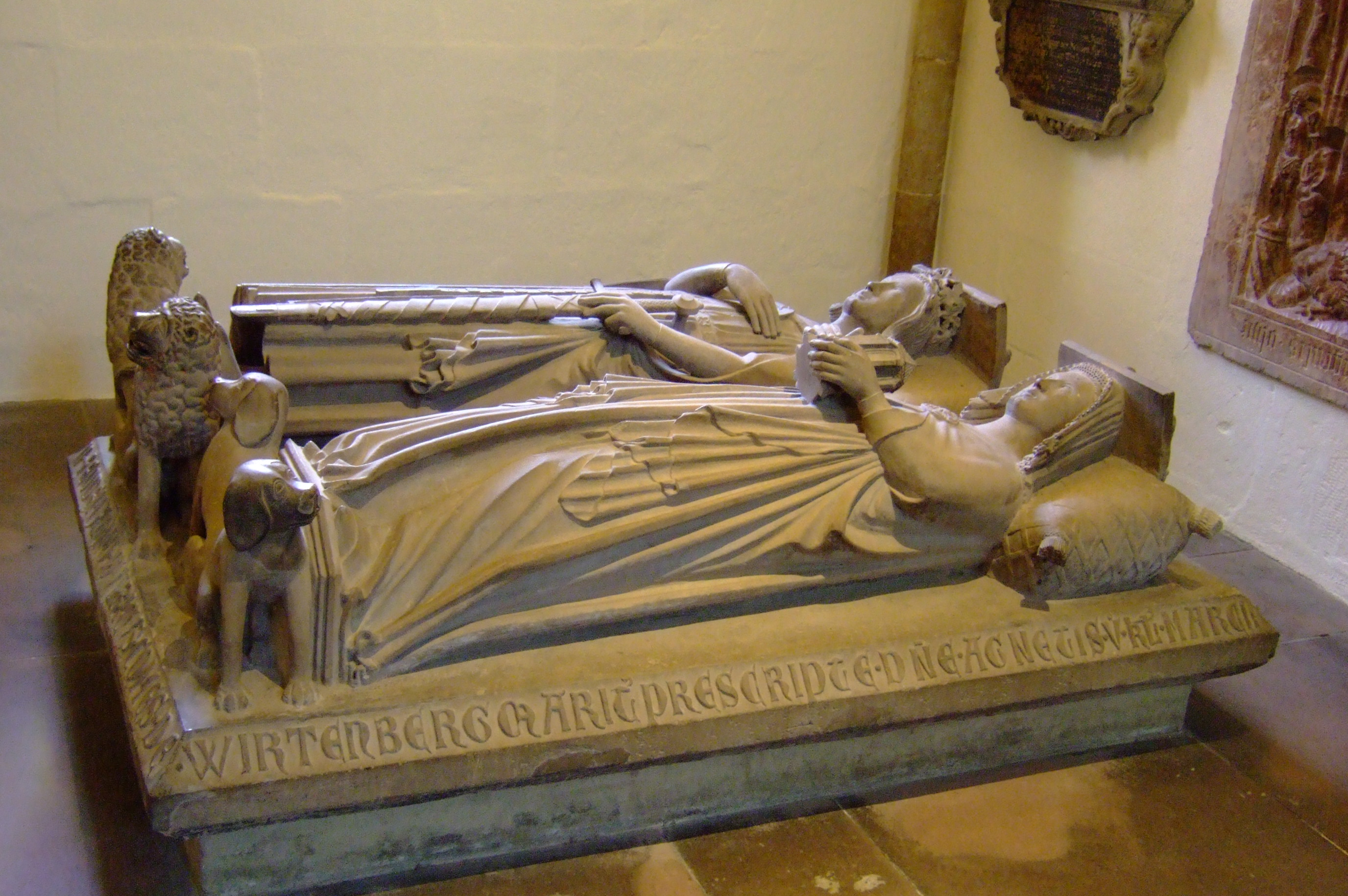
Doppeltumba von Graf Ulrich I. „dem Stifter“ (hinten) und Herzogin Agnes von Liegnitz (vorn) in der Stifterkapelle

Vermutlich im Zusammenhang mit dem benachbarten Schloss wird aus der Dorfkirche um 1240 eine herrschaftliche dreischiffige Kirche mit geplanten zwei Türmen (realisiert wird nur der Südturm) und einem Chor, von dem nur die Breite, nicht aber der Chorabschluss und die Länge bekannt sind. Die Breite der Dorfkirche mit ca. 7 m wird nun zur Breite des Mittelschiffs, das nach Norden, Süden und Westen um jeweils ca. 3,50 m vergrößert wird.
In der Stifterkapelle im Südturm steht das älteste Denkmal der Kirche, eine spätromanische Doppeltumba von Graf Ulrich I. „dem Stifter“ und Herzogin Agnes von Liegnitz, entstanden Ende des 13. Jahrhunderts. Sie war ursprünglich farbig gefasst. Ulrich und Agnes sterben 1265; ihre Gebeine werden um 1320 nach Stuttgart überführt. Graf Ulrich und seine Gemahlin sind in Lebensgröße dargestellt. Ulrich steht auf zwei Löwen – Symbol des Heldentums – und über dem Kopf befindet sich das württembergische Wappen. Agnes steht auf zwei Hunden – Symbol der ehelichen Treue; vor ihrer Brust hält sie das Modell des Chores; über dem Kopf ist das Wappen mit dem schlesischen Adler angebracht. Der Chor wurde jedoch sehr viel später erst geplant und gebaut. Daher handelt es sich hier um eine spätere Zutat.

### Frühgotik

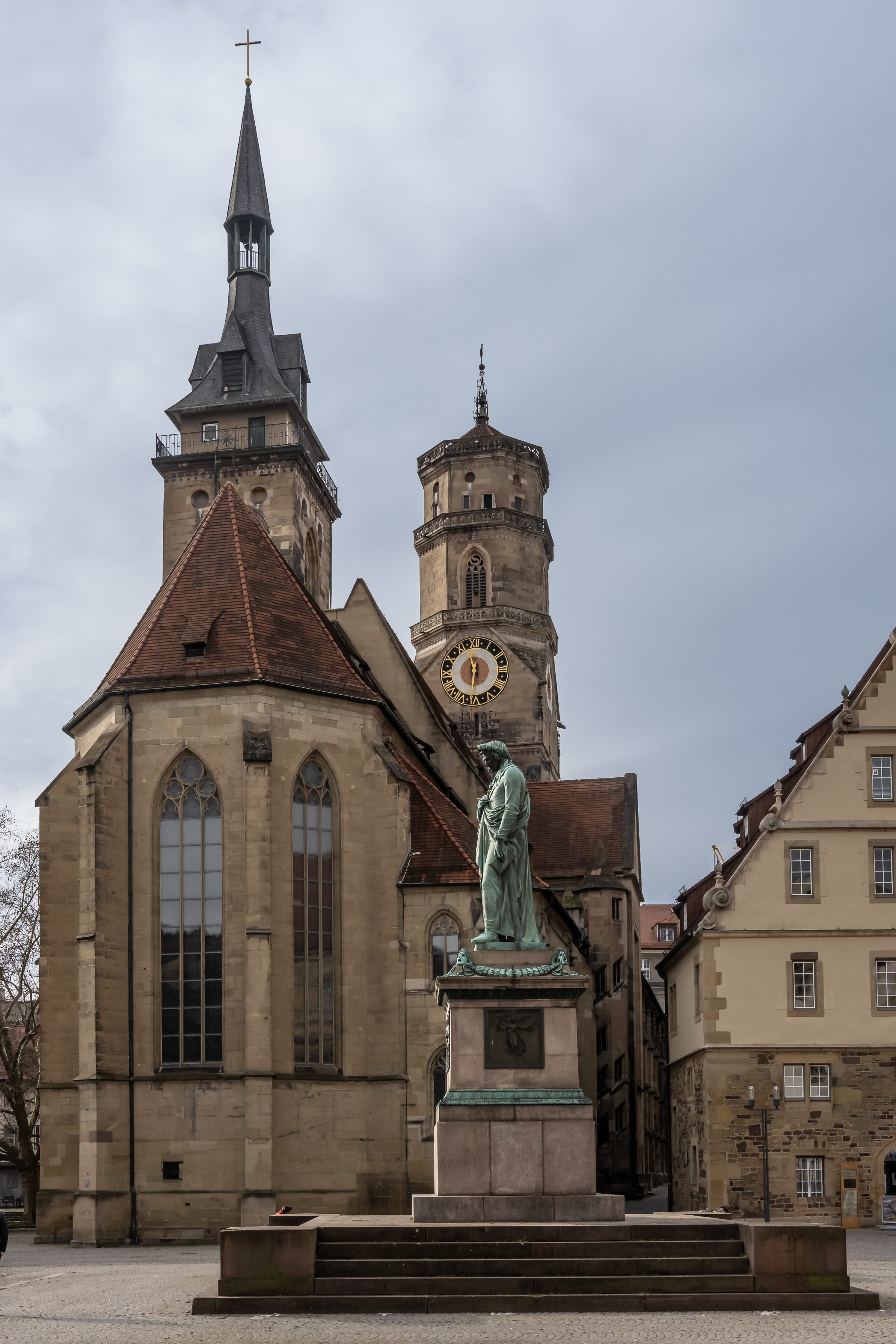
Der frühgotische Chor (erste Hälfte 14. Jahrhundert)

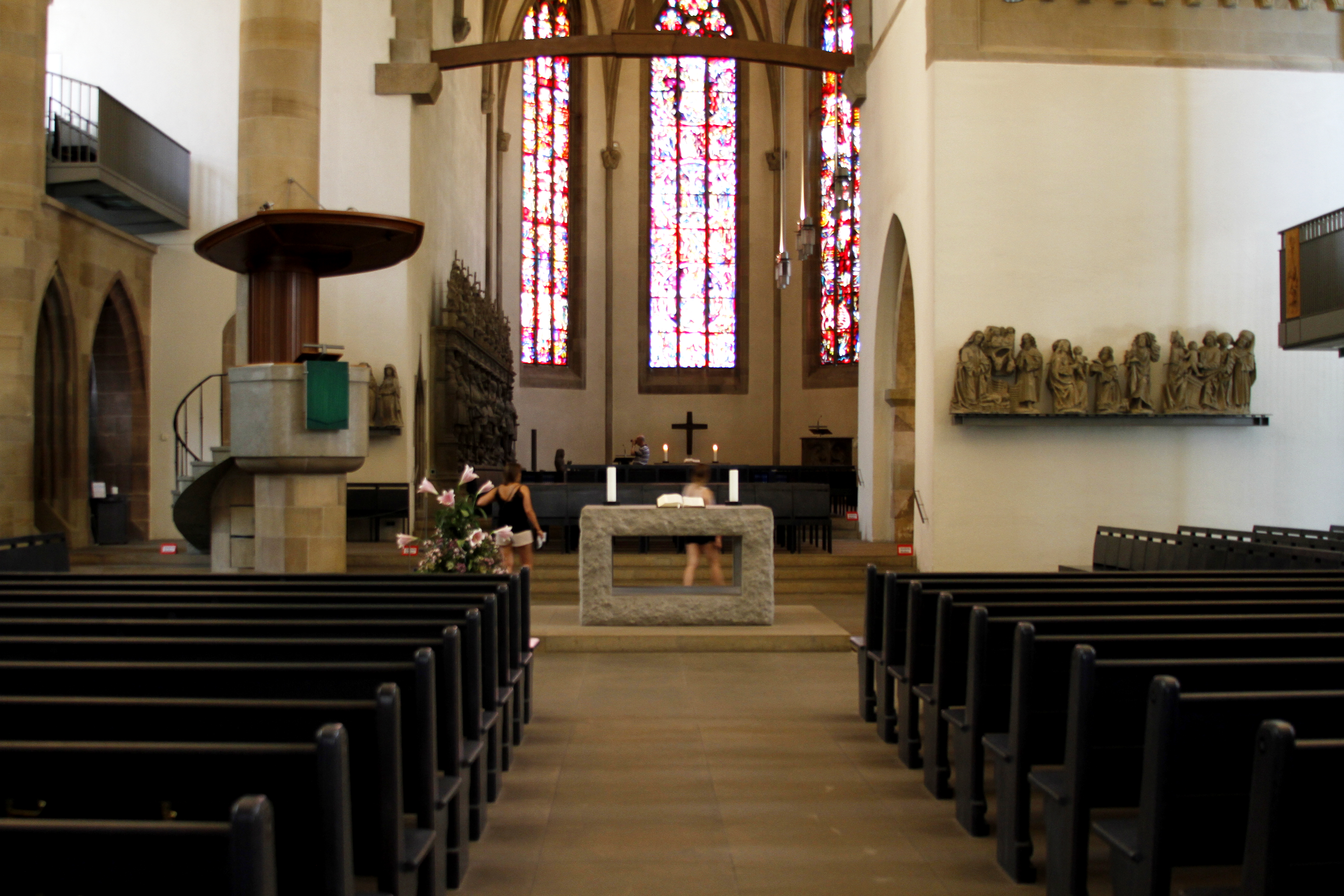
Der Chor von innen

Um 1320 werden durch Graf Eberhard den Erlauchten das Chorherrenstift und die Grablege der Grafen von Württemberg von Beutelsbach nach Stuttgart verlegt, da hier in der Residenz ein besserer Schutz gewährleistet ist. Die Grablege in Beutelsbach war bei Streitigkeiten zwischen Kaiser und Graf zerstört worden. Nun wird die Stadtkirche durch päpstliches Dekret zur Stiftskirche erhoben. Ein Propst (gewählt von den Chorherren), zwölf Chorherren und zwölf Vikare tun hier am Kollegiatstift Heilig Kreuz Dienst. Zusammen mit weiteren Priestern ist mit ca. 30 Priestern an der Kirche zu rechnen.
Da die große Zahl von Priestern Platz braucht, wird 1321/1327–1347 ein neuer Chor in frühgotischem Stil errichtet, der im Wesentlichen heute in den ursprünglichen Formen sichtbar ist. Die Achse des Chores wird gegenüber dem Schiff nach Süden versetzt, was auch später – beim Neubau des Kirchenschiffs – so bleibt. Grund ist vermutlich die umgebende Bebauung auf der Nordseite der Kirche und eventuell die Weiterverwendung der romanischen Nordwand als Teil der neuen Chornordwand.
Die 1321 aus Beutelsbach hierher überführten Gebeine der württembergischen Ahnen werden in einer Grabkammer unter der Sakristei bestattet. Graf Eberhard selbst wird unmittelbar neben dem Südturm in der Südwestecke des Chors begraben. Sein Grab wurde bei Grabungen am Fundament beim letzten Umbau entdeckt. Seit dieser Zeit werden die württembergischen Grafen in der Stiftskirche bestattet.
Gleichzeitig erhält der Südturm sein viertes und um 1400 das fünfte Geschoss. Ca. seit 1380 ist ein Lettner (nicht erhalten) zwischen Chor und Schiff bezeugt. Dieser „Brückenlettner“ bietet recht viel Platz: für das Grafenhaus, eine Orgel (seit ca. 1380) und Grabmäler.

### Spätgotik
Graf Ulrich V. baute die Stadt Stuttgart aus und ließ auch die Stiftskirche erweitern. Von 1436 bis etwa zum Ende des 15. Jahrhunderts wurde an den frühgotischen Chor ein spätgotisches Schiff angebaut. Zur Finanzierung erhob der Graf, der trotzdem als der „Vielgeliebte“ bezeichnet wird, eine Steuer. 1463 wurde ein Ablass für alle, die zum Neubau spendeten, versprochen.

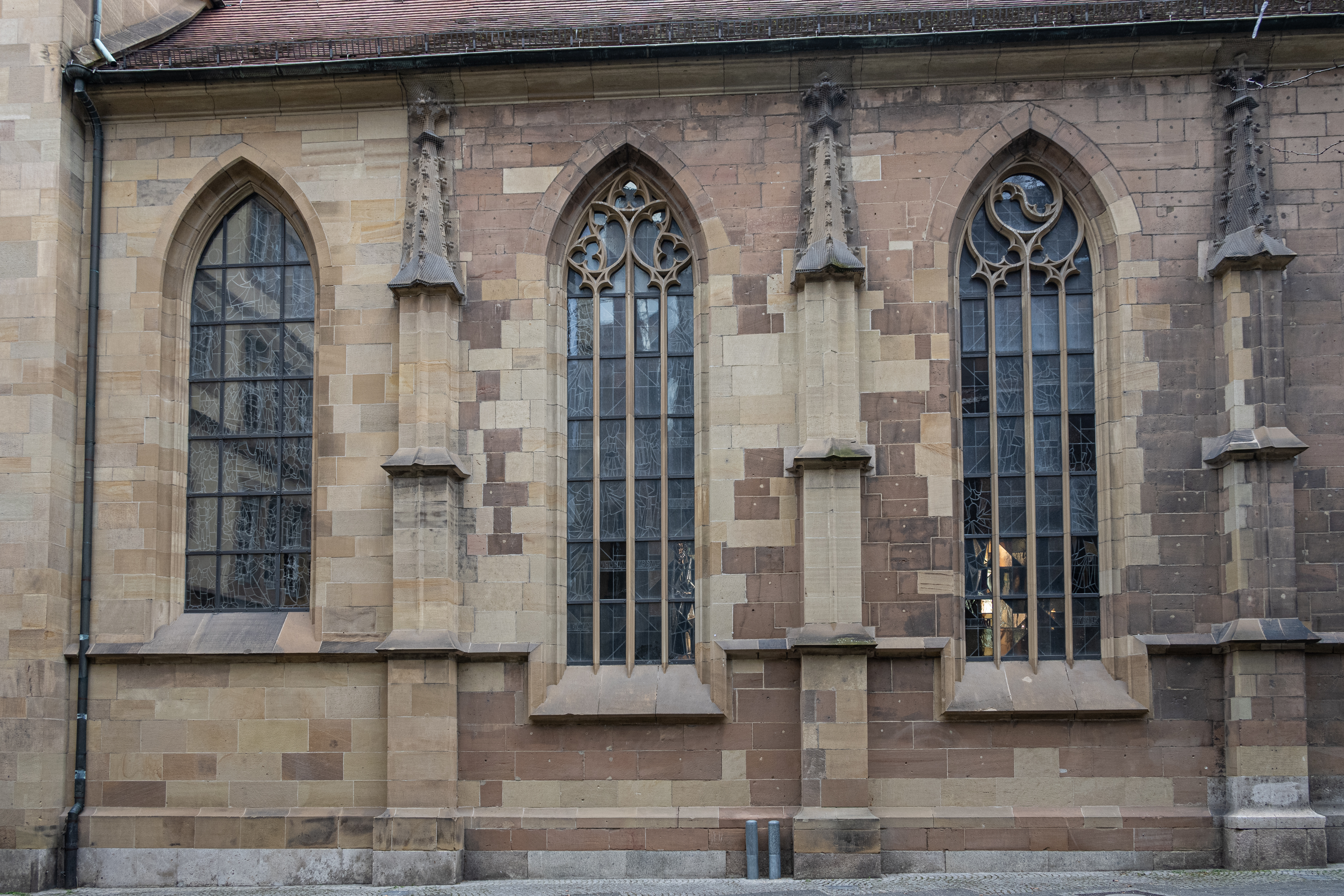
Nordwand mit den gotischen Maßwerkfenstern

Von diesem spätgotischen Schiff sind nur die Nordwand mit den Seitenkapellen und der große Westturm erhalten. Unter dem Baumeister Hänslin Jörg, der ein Schüler des Münsterbaumeisters von Ulm und Straßburg war, wurde der Bau begonnen und dann von seinem Sohn Aberlin Jörg vollendet. Es mussten die Gegebenheiten berücksichtigt werden (Südturm, Chor, Alte Sakristei, Annakapelle). Daher waren die Wandfluchten des Mittelschiffs bereits – wie bei der spätromanischen Basilika – vorgegeben. Auch an der Achsenverschiebung gegenüber dem Chor war nichts mehr zu ändern.
Das Kirchenschiff wurde als Staffelhalle gebaut. Das Mittelschiff und die Seitenschiffe werden von Netzrippengewölben überspannt. Der Raum wirkt wie eine fünfschiffige Hallenkirche, ist jedoch sehr dunkel durch die tief liegenden Fenster und die schmalen Schiffe. Viele Seitenkapellen jeweils mit Altären wurden für die Gottesdienste der zahlreichen Chorherren benötigt. Die Schlusssteine im Gewölbe standen in Beziehung zu den einzelnen Altären unten. Die Kirche war rot-orange und blau ausgemalt, und die teilweise erhaltenen, heute grauen Steinskulpturen waren ursprünglich farbig gefasst. Der Eindruck des Kirchenraumes war also recht farbenfroh.
Die Außenwirkung der Kirche wurde seit der Spätgotik außer von den Türmen von dem gewaltigen Dach bestimmt, das alle Schiffe überdeckte, ein Meisterwerk der Zimmerleute. An der Fassade gab es auf der Südseite zwei Portale (im zweiten Joch und im fünften Joch), von denen das südwestliche #Aposteltor besonders reich geschmückt war. Die Südseite war die Schauseite der Kirche, nicht die Westseite. Schmuck der Fassaden waren nur die Strebepfeiler, Gesimse und die Maßwerkgliederung der Fenster – ein sehr schlichter Schmuck also.

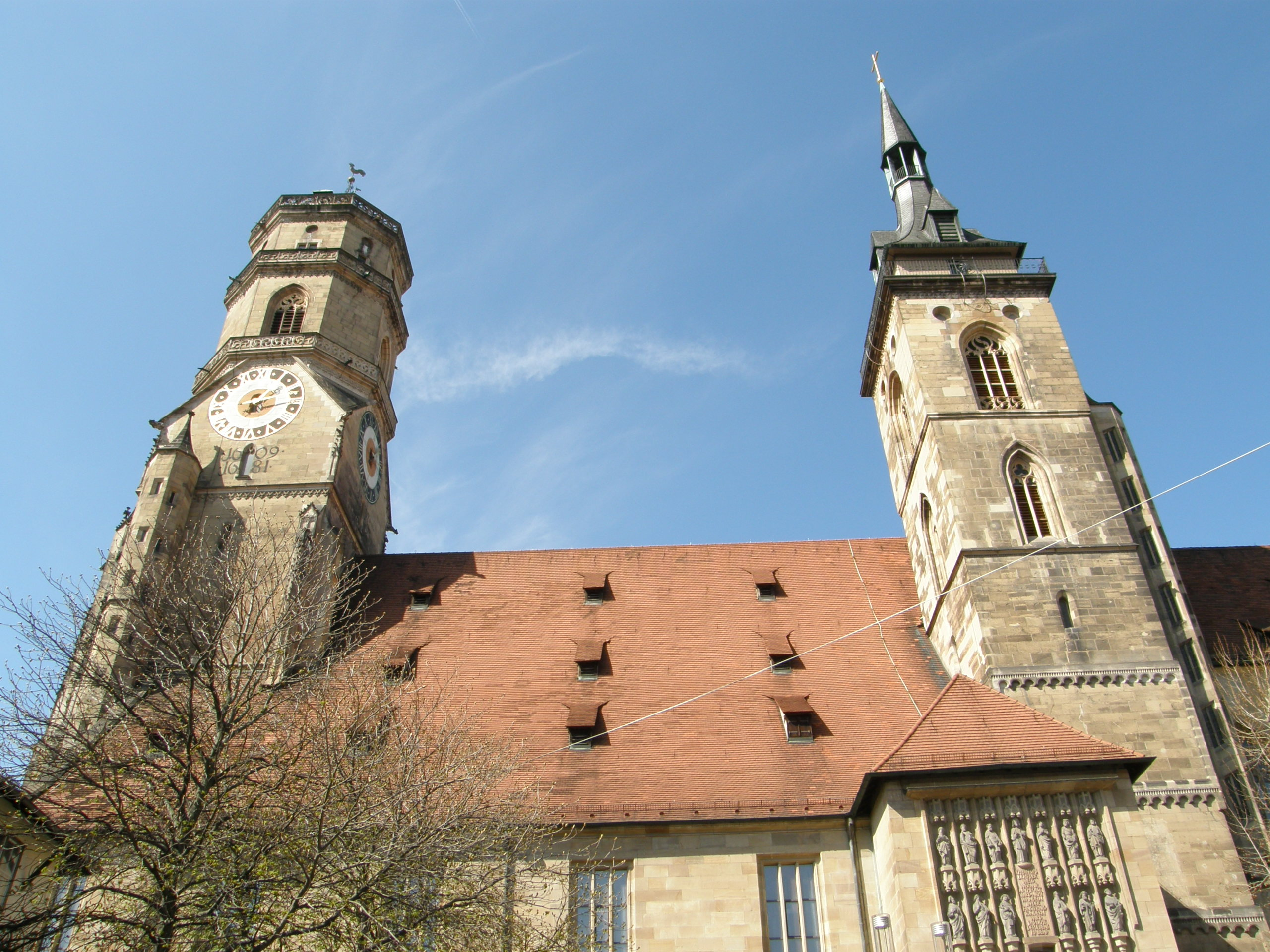
Der westliche Hauptturm (1490–1531), das Dach und der Südturm (oberste Geschosse aus dem 14. und 15. Jahrhundert)

1463/64 erhielt der Südturm sein sechstes Geschoss, das auch Sitz des Türmers wurde (später auf dem Westturm). Von ca. 1490 bis 1531 wurde der große Westturm (Hauptturm) durch Baumeister Marx (oder Marr) errichtet. Ursprünglich war ein spitzer Turmhelm geplant, doch vor der Vollendung kam durch die einsetzende Reformation der Bau ins Stocken und der Westturm erhielt dadurch sein „schwäbisch sparsames“ flaches Dach (siehe Bild). Der Westturm hat eine Höhe von 61 m. 1530 wurde eine Uhr mit Schlagwerk eingebaut. Die Turmvorhalle des Westturms war ursprünglich in ganzer Höhe zum Schiff hin offen. Der Turm steht quasi über dem Schiff, er ruht zur Hälfte auf den westlichen Mittelschiffpfeilern. Das Ensemble der beiden ungleichen Türme macht die Silhouette der Stiftskirche unverwechselbar.
Aus der Spätgotik stammen auch sehr viele Kunstwerke in und an der Stiftskirche. Am Westturm finden sich die vier Evangelisten, die 1495 entstanden. Das herausragendste spätgotische Kunstwerk an der Stiftskirche ist das Aposteltor von 1494, von dem leider nur die Figuren (aus der Uracher Schule) erhalten sind. Ursprünglich war das Aposteltor ein Gesamtkunstwerk aus Architektur und Steinplastik.
Etwa 1500 wurde die „Goldene Kanzel“ errichtet. Sie war vermutlich ursprünglich farbig gefasst und wurde erst im 19. Jahrhundert vergoldet – aus dieser Zeit stammt auch der Name. Von der Kanzel sind wenig mehr als die Reliefs mit den Kirchenvätern Hieronymus, Gregor, Augustinus und Ambrosius erhalten, die heute im Chor aufgestellt sind. Später wurden diese Kirchenväter ihrer Kopfbedeckungen „beraubt“, da sich die reformierte Gemeinde an den „katholischen“ Kopfbedeckungen störte (Gregor beispielsweise war Papst und wurde daher mit der Tiara dargestellt). Die Kopfbedeckungen wurden zurückgearbeitet und die Figuren erhielten an deren Stelle Frisuren. So erfolgte die Umdeutung der Kirchenväter zu den Evangelisten.

### Renaissance und Barock
Die Einführung der Reformation in Württemberg (1534) führt auch zu einer Neuordnung des Kirchenraums. In Langhaus und Chor wird ein Gestühl eingebaut, auf der Südempore der Fürstenstand eingerichtet, Bilder werden entfernt, Hochaltar und Altäre in den Seitenschiffen entfernt. Durch den Einbau des Gestühls im Schiff kann die Stiftskirche weniger Menschen fassen als vorher, daher werden Emporen eingebaut. In der Zeit der Reformation werden in der Stiftskirche ausschließlich Grabmale als Kunstwerke geschaffen. Ebenso werden die Grabsteine von außen in die Kirche versetzt. Der Reformator Württembergs, Johannes Brenz, Autor des Württembergischen Bekenntnisses (Confessio Virtembergica), wurde 1553 als Stiftspropst an die Kirche berufen, diese wurde so zum Zentrum der württembergischen Reformation. Nach seinem Tod 1570 wurde er in der Stiftskirche unter der Kanzel beigesetzt.

#### Grafenstandbilder
1574 erteilt Herzog Ludwig Sem Schlör den Auftrag, die elf Grafenstandbilder an der Nordwand des Chores als „Ludwigs Ahnengalerie“ zu schaffen. Ursprünglich lautet der Auftrag nur auf die Restaurierung der an der Chorwand aufgestellten Grabmale, doch wird schließlich dieses bis heute den Chor prägende Renaissancekunstwerk gestaltet. Die Standbilder stellen elf württembergische Grafen dar, die jeweils in ihrer historisch korrekten Rüstung gezeigt werden. Die Standbilder aus Stein werden ursprünglich farbig gefasst, Waffen und Amtsattribute sind aus Metall. Jeweils auf dem Gesims oberhalb der Nischen auf einer schwarzen Marmortafel stehen Name, Geburts- und Todesjahr des Herrschers, und darüber befindet sich das dem Grafen zugehörige Wappen; zwischen diesen Wappenfeldern stehen schildhaltende Putten. Die Grafen stehen jeweils auf Löwen (Heldensymbol) vor flachen Bogennischen; die Nischen werden von Atlanten in Form von Hermen getrennt. Dargestellt sind diejenigen Grafen, die in direkter Nachfolge stehen und die in der Stiftskirche auch begraben sind; von Ost nach West:
- Ulrich I. der Stifter († 1265)
- Ulrich II. († 1279)

Elf Grafenstandbilder im Chor (1574)

- Eberhard I. der Erlauchte († 1325)
- Ulrich III. († 1344)
- Ulrich IV. († 1366)
- Eberhard II. († 1392)
- Ulrich († 1388)
- Eberhard III. der Milde († 1417)
- Eberhard IV. der Jüngere († 1419)
- Ulrich V. der Vielgeliebte († 1480)
- Graf Heinrich von Mömpelgard († 1519)

#### Gruft
Nach dem Tod Herzog Friedrichs I. 1608 wird unter dem Chor ein neues Grabgewölbe errichtet. Dabei werden die Gebeine der bisher bestatteten Toten in ein besonderes Behältnis geborgen. 1683 findet eine Erweiterung der Gruft unter der Sakristei statt und eine Verbindung mit der Chorgruft wird hergestellt. In den zwei räumlich getrennte Grabkammern unter Chor und Sakristei befinden sich heute insgesamt 66 Särge und weitere 40 Tote in einem Sammelbehältnis. Außer den oben genannten Grafen sind darunter die Herzöge:
- Friedrich I. († 1608)
- Johann Friedrich († 1628)
- Eberhard III. († 1674)
- Wilhelm Ludwig († 1677)

Auch Königin Katharina († 1819), russische Großfürstin, die zweite Gemahlin König Wilhelms I., ruht fünf Jahre in der Gruft, bis sie in die Grabkapelle auf dem Württemberg überführt wird.

### Historismus

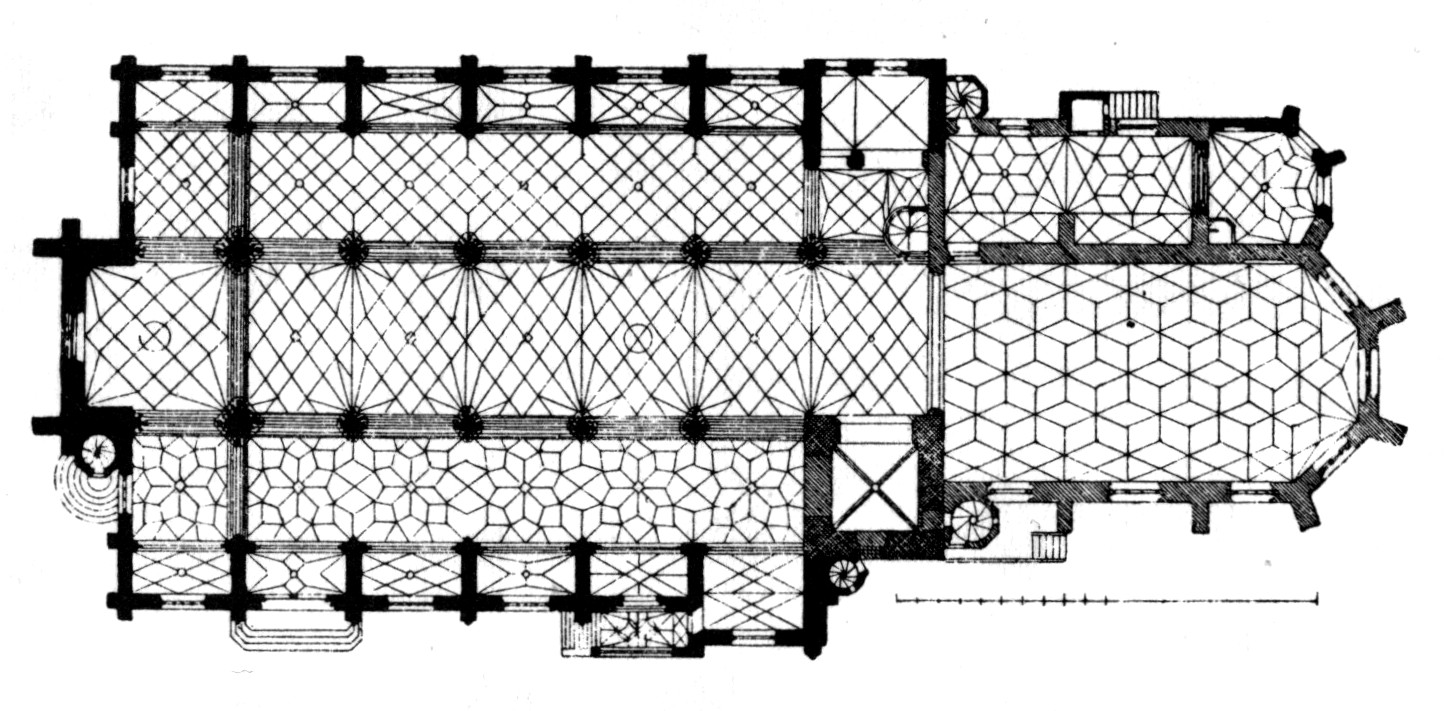
Grundriss mit den spätgotischen Gewölben im Schiff und den Chor„gewölben“ des 19. Jahrhunderts

1826 muss wegen Einsturzgefahr das Chorgewölbe abgebrochen werden. Als Ersatz wird ein hölzernes Netzrippen„gewölbe“ mit Stuck eingebaut. Dieses Imitat prägt bis zu den Zerstörungen des Zweiten Weltkriegs den Chor.
1839–1843 findet die seit der Erbauung tiefgreifendste Veränderung des Kirchenschiffs durch den Architekten und Denkmalpfleger Carl Alexander Heideloff statt. Die Wände werden verputzt, Gewölbe bemalt und teilweise vergoldet, Malereien an den Emporen werden durch durchbrochene Holzbrüstungen ersetzt. Ebenso wird die spätgotische Kanzel reich vergoldet, weshalb sie danach als „Goldene Kanzel“ bezeichnet wird.
Ab 1890 führt Theophil Frey weitere „Verschönerungs-“ und Restaurierungsarbeiten mit Bemalung des Langhauses analog zum Chor durch. Die Fenster im Schiff werden erneuert, die Fensterbrüstungen in den Einsatzkapellen auf der Nordseite tiefer gelegt, da die Stiftskirche als zu dunkel empfunden wird.

### Zweiter Weltkrieg und Nachkriegszeit

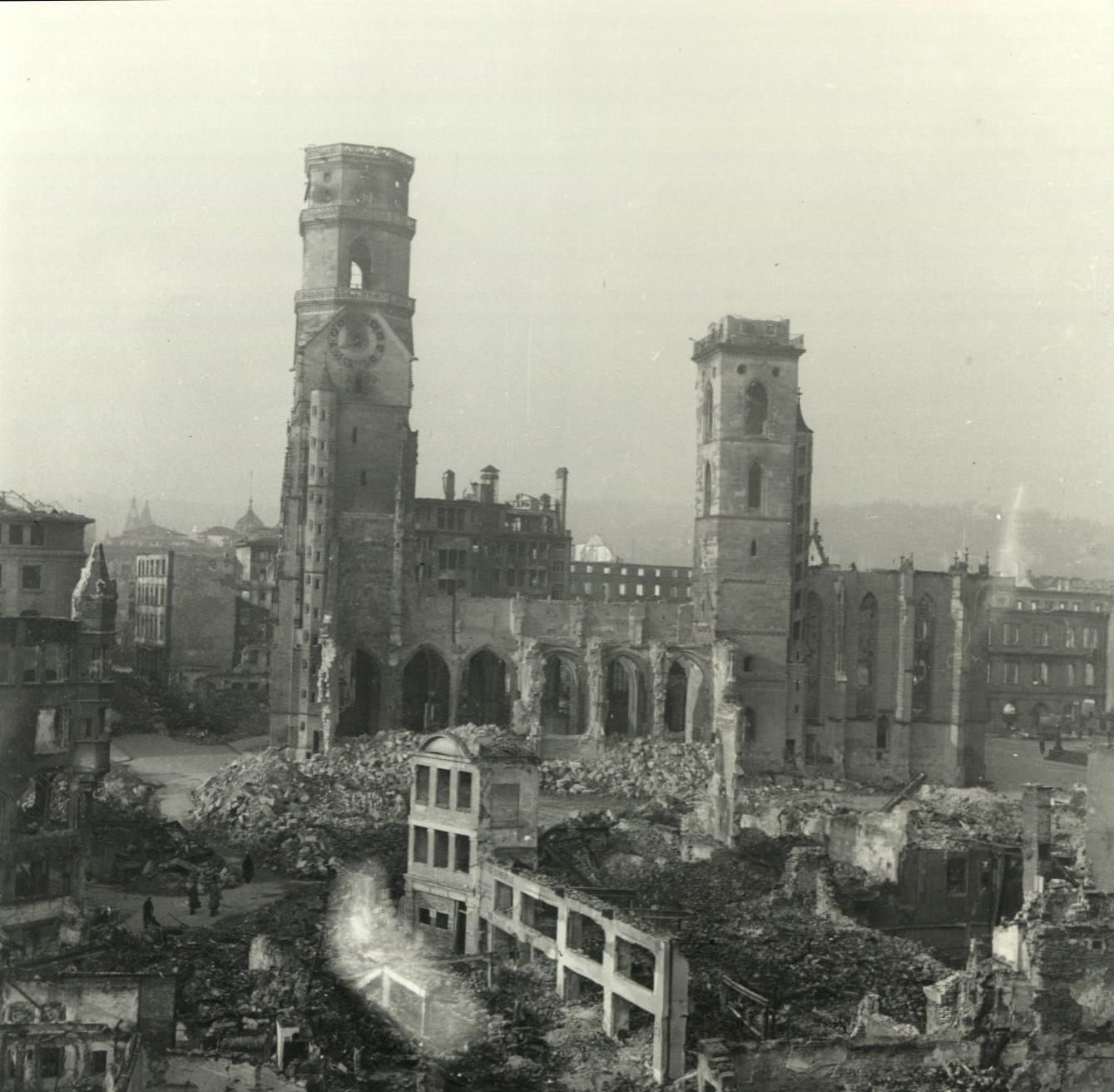
Beschädigte Stiftskirche (1944)

Bei Beginn des Zweiten Weltkriegs werden die Kunstwerke soweit möglich ausgebaut und größtenteils im Wagenburgtunnel gelagert. Die Grafenstandbilder im Chor, die Kanzel und das Aposteltor (außer den Figuren) werden durch Einmauerung und Schutzkonstruktionen vor Ort gesichert. 1943 schafft der Bildhauer Martin Scheible den Kruzifixus im Chorbogen. Das monumentale Hängekreuz auf hölzernem Tragbalken mit kraftvoll gearbeitetem Korpus erinnert an die ursprüngliche Weihe dieser Kirche „zum heiligen Kreuz“. Der Kruzifixus wird erst nach dem Krieg aufgehängt.
Im Juli und im September 1944 wird die Stiftskirche durch Bombenangriffe schwer zerstört. Sowohl der frühgotische Chor als auch das spätgotische Langhaus wurden zerstört, die südliche Außenwand sowie eine der Arkaden des Mittelschiffes, die die Gewölbe trugen, stürzten ein. Die restliche Substanz des Baues wurde durch den Feuersturm schwer in Mitleidenschaft gezogen; der Westturm stand zwar noch, musste aber abgestützt werden. Aus statischen Gründen musste 1950 die Südarkade abgerissen werden, was zur endgültigen Zerstörung der spätgotischen Raumstruktur der Kirche führte. Im Gegensatz zu den Wiederaufbauarbeiten am Würzburger Dom, bei denen die dort vorhandene romanische Dreischiffigkeit wiederhergestellt wurde, wurde die Stuttgarter Stiftskirche durch den Wiederaufbau nach Hans Seytters Plänen in der Nachkriegszeit stark verändert: Das spätgotische Kreuzgewölbe des Chores, das vor den Luftangriffen noch bestanden hatte, wurde nicht wiederhergestellt, sondern eine angenommene frühere Bauphase rekonstruiert, die südliche Außenwand wurde in Formen der 1950er Jahre neu errichtet und in den Innenraum wurde ein riesiges dunkles hölzernes Tonnengewölbe eingezogen, das keinerlei Bezug zu der Vorgeschichte der Kirche hatte. Dazu kam ein Pfeiler mit einem neorealistischen Gerichtsengel und eine Kanzel mit riesigem Schalldeckel. Der vereinfachte Wiederaufbau sollte den damals aktuellen liturgischen Bestrebungen besser entsprechen. Seytters Lösung wurde schon direkt nach dem Abschluss des Wiederaufbaus stark kritisiert, weil die Kirche nun eher einen Hallen- oder gar Scheunencharakter hatte. Christoph Markschies empfand Seytters 1956 abgeschlossene Arbeit „als ein aggressives Terrorattentat auf einen höchst qualitätvollen früh- und spätgotischen Bau“. Jahrzehnte später wurde Seytters Lösung zugunsten eines erneuten Umbaus durch Bernhard Hirche aufgegeben, obwohl zu diesem Zeitpunkt auch darüber nachgedacht wurde, „ob dem Wiederaufbau des Architekten Hans Seytter nicht doch ein architektonischer Wert zukam und die gefundene Lösung nicht nur repräsentativ für den Stil der fünfziger Jahre genannt werden muß, sondern auch ein eigenständiges theologisches Konzept evangelischen Kirchenbaus repräsentiert“.
Das prächtige spätgotische #Aposteltor an der Südseite des Langhauses wurde bei dem Wiederaufbau nicht in seiner ursprünglichen Form wiederhergestellt, stattdessen sind dessen Figuren jetzt östlich am Eingang der Vergenhanskapelle neu gruppiert. Das Portal des Aposteltors wurde 1958 ersetzt durch die Missionspforte, eine Bronzetür von Jürgen Weber.

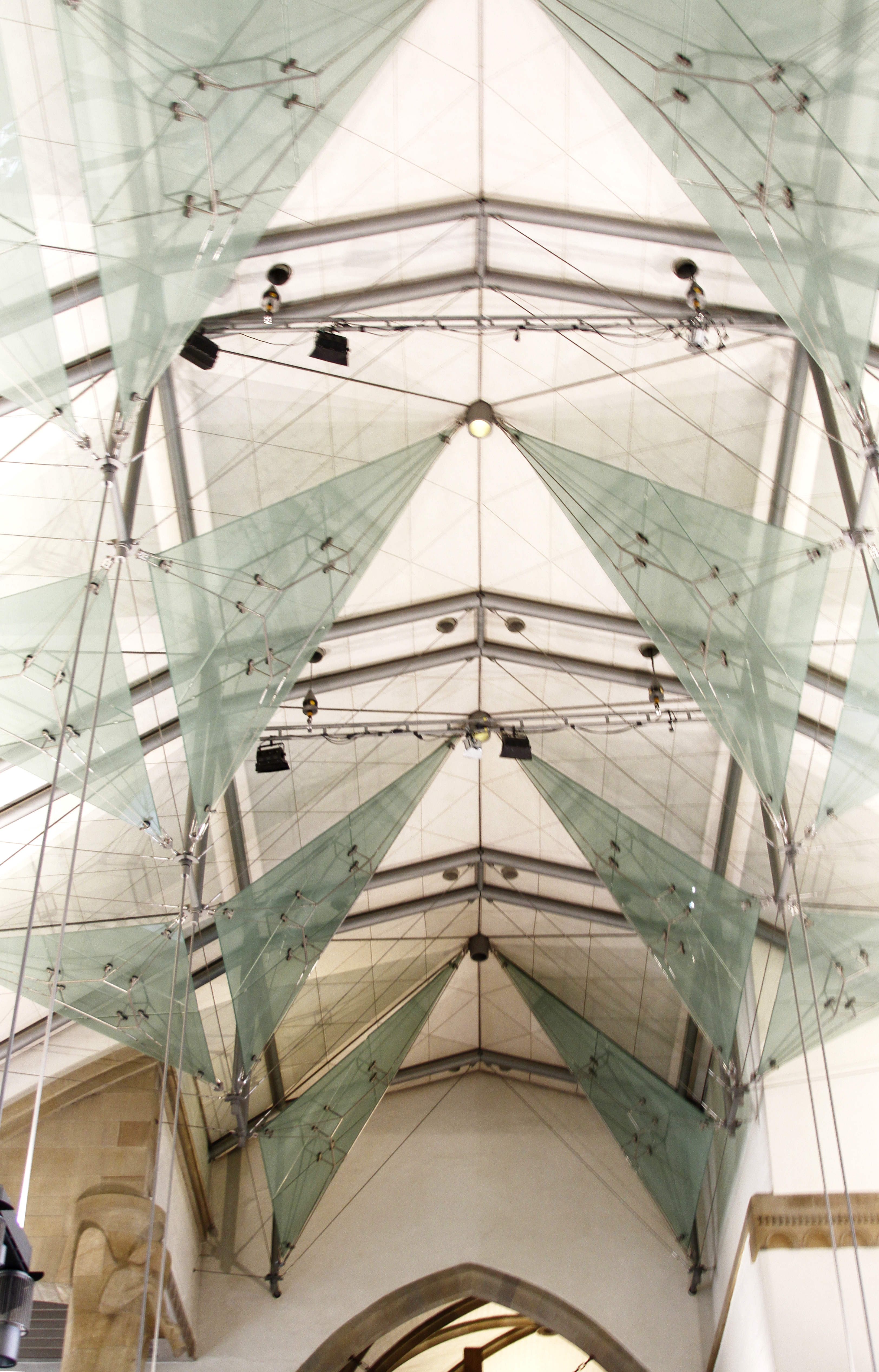
Ausschnitt aus der neuen Deckenkonstruktion

Begründet durch statische und akustische Probleme mit der Bausubstanz aus der Nachkriegszeit begann im Jahre 1999 ein Umbau des Innenraums der Kirche. Nach einem Entwurf des Hamburger Architekten Bernhard Hirche wurde die Tonnendecke durch eine neue Deckenkonstruktion ersetzt, die einerseits den in der Nachkriegszeit bewusst vereinheitlichten, in eigenständigen Formen neu aufgebauten Kirchenraum bewahrt, andererseits die historische Dreischiffigkeit und die Netzgewölbekonstruktion der alten Stiftskirche in moderner Weise zitiert. Die vor allem für Orgelkonzerte benötigte Nachhallzeit wird bei der neuen Decke durch eingespannte Akustiksegel aus Glas verbessert. Weiterhin wurde unter dem Langhaus ein neues Gemeindezentrum errichtet. Die hierbei entdeckten Fundamentmauern des Vorgängerbaus und archäologischen Funde werden dort in einer kleinen Ausstellung präsentiert. Nach einer Bauzeit von vier Jahren wurde die Stiftskirche am 13. Juli 2003 wieder ihrer Bestimmung übergeben.

## Portale

### Aposteltor
Das 1494 entstandene Aposteltor befand sich vor den Kriegszerstörungen an der Südwestpforte. Nach dem Krieg wurde es an die östliche Südfassade versetzt und bildet die Vorderfront des turmartigen Vorbaus der ehemaligen Vergenhanskapelle links des Südturms. Drei halbrunde Stufen führen zur zweiflügeligen, bronzenen Missionspforte von Jürgen Weber aus dem Jahr 1958. Eine bronzene Gedenktafel zur Linken erinnert an die erste evangelische Predigt in der Stiftskirche und damit den Beginn der Reformation in Württemberg am 16. Mai 1534. Über der Missionspforte ist ein Schlussstein aus dem ursprünglichen Chorgewölbe um 1480 eingelassen, die „Kreuzauffindung durch die hl. Helena“. Helena bezeugt die Auffindung des wahren Kreuzes Christi, während ihr Sohn Kaiser Konstantin der Große in der Tracht eines bärtigen Sultans ein paar Männer mit mittelalterlichen Judenhüten über die Herkunft des Kreuzes verhört. Der Schlussstein erinnert an die Weihe der Kirche „zum heiligen Kreuz“.
Den Abschluss des Aposteltors bildet die Apostelwand mit ihrer zweistöckigen Figurenreihe. Die Mittelfigur im oberen Stockwerk ist eine Christusstatue. Unter ihr ist eine Inschrift mit den Bibelworten „Ich bin das Licht der Welt …“ angebracht und eine Freikanzel mit einem vorgebauten Gitterkorb.
Zu beiden Seiten der Mitte sind je drei Apostelfiguren angebracht. Von links nach rechts sind dies in der oberen Reihe Jakobus der Ältere, Andreas, Petrus, Johannes, Jakobus der Jüngere, Judas Thaddäus, in der unteren Reihe Philippus, Simon, Matthäus, Thomas, Paulus, Bartholomäus. Die Figuren tragen die charakteristischen Attribute der Apostel und werden von einem Baldachin bekrönt, in der unteren Reihe stützen sie sich auf Standkonsolen. Die Christusfigur und die Apostelfiguren wurden im Zweiten Weltkrieg ausgelagert, so dass beim Wiederaufbau nach dem Krieg die Originalfiguren verwendet werden konnten. Die übrige Gestaltung der Apostelwand ist modern, die Baldachine wurden vereinfacht wiederhergestellt, der Bibelspruch und die Freikanzel wurden hinzugefügt.

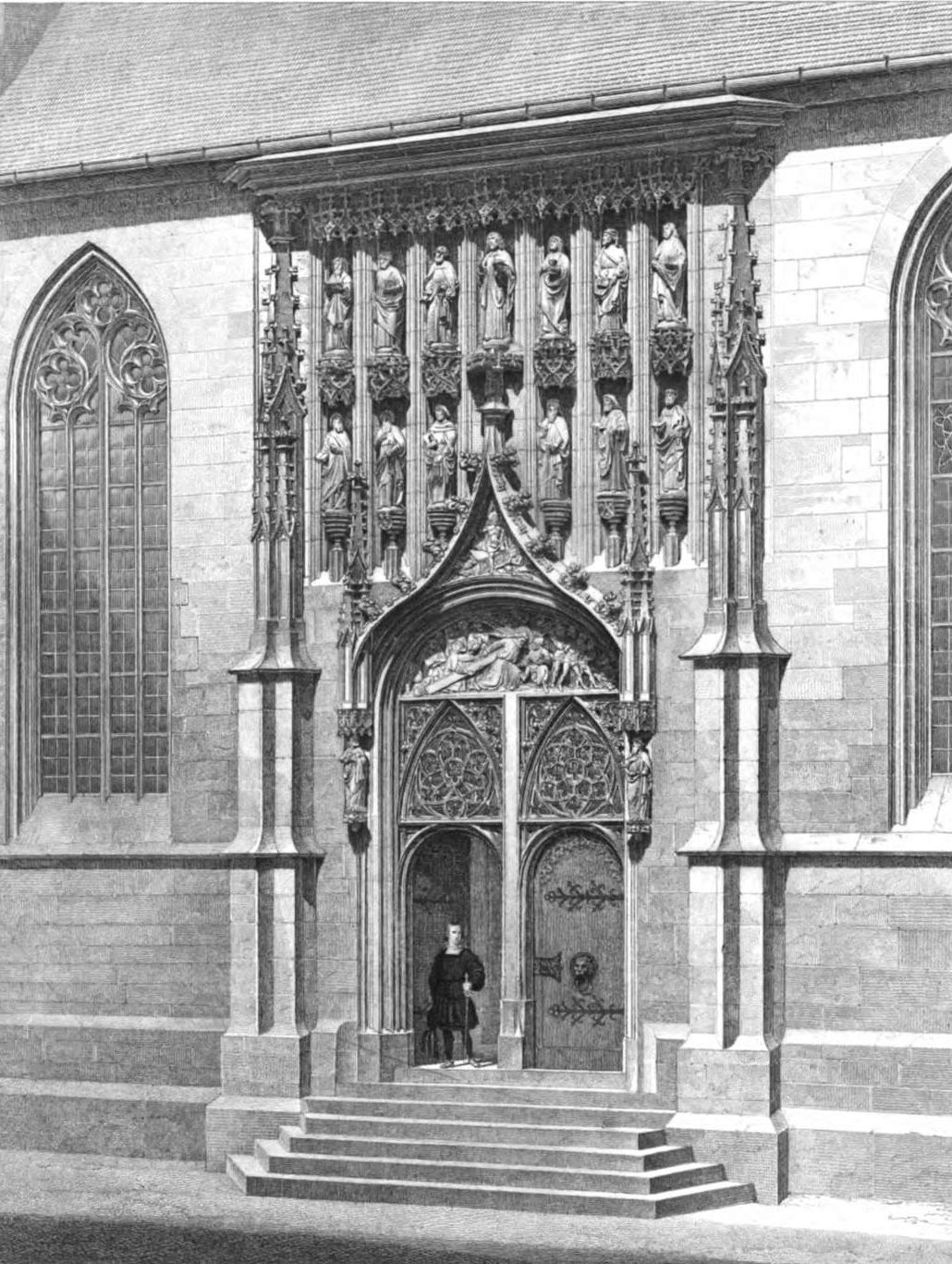
Aposteltor, 1855
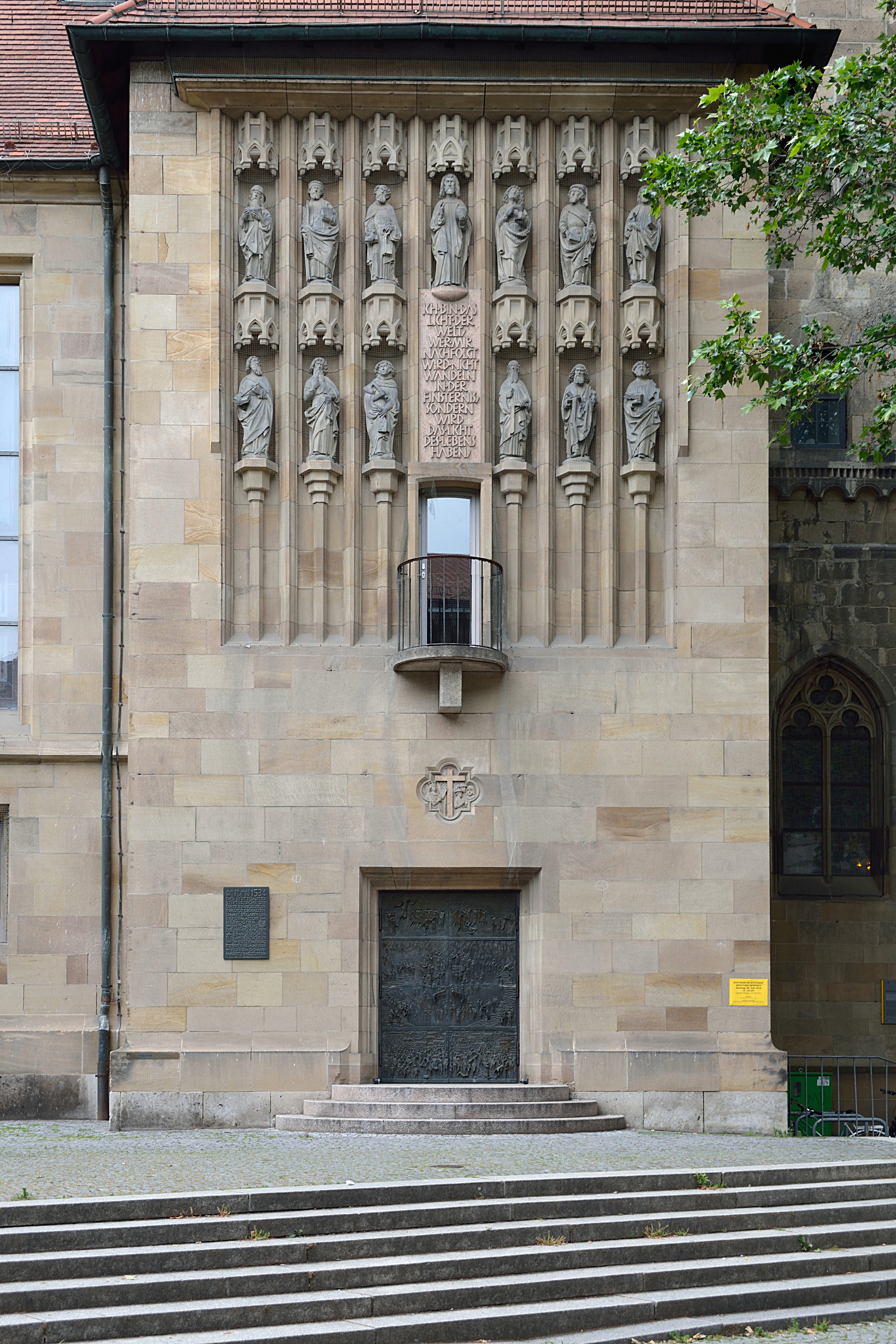
Aposteltor, 2016

### Missionspforte

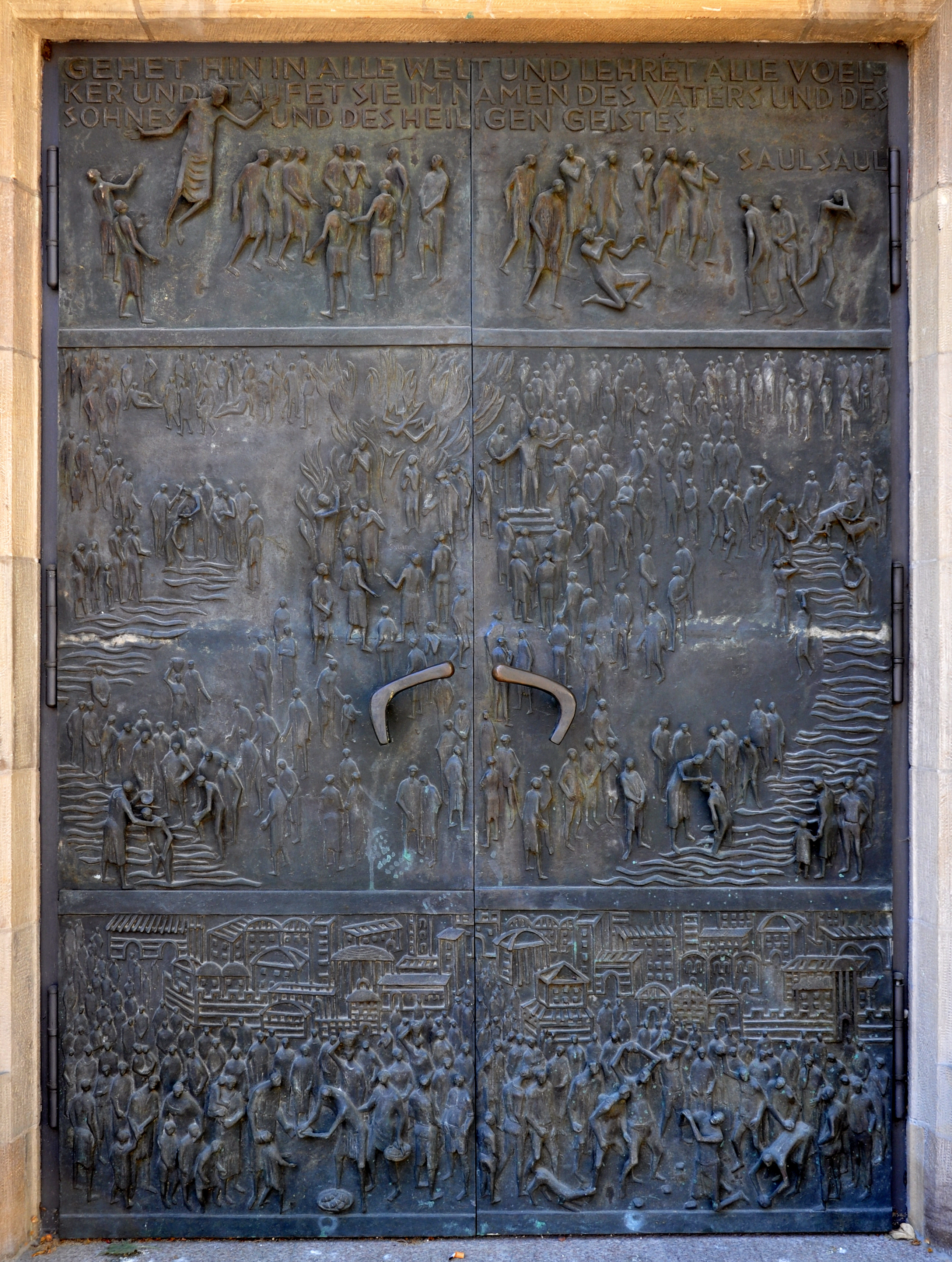
Missionspforte, 1958

Die bronzene Missionspforte von Jürgen Weber aus dem Jahr 1958 ersetzt das im Zweiten Weltkrieg zerstörte, aufwändig gestaltete spätgotische Eingangsportal. Gestalterisches Thema der Missionspforte ist der Bericht der Apostelgeschichte über das Werden der Urgemeinde. Die Darstellung ist ein Bilderzyklus mit reliefartig ausgebildeten Figuren als Reihung von Szenen mit unterschiedlich starker plastischer Bearbeitung.
Den nach oben abschließenden Fries bildet der Missionsbefehl in Matthäus 28, 19: „Gehet hin in alle Welt und lehret alle Völker und taufet sie im Namen des Vaters und des Sohnes und des Heiligen Geistes.“ Er gibt der darunter folgenden Darstellungen von der Aussendung der Jünger durch den scheidenden Herrn und der Berufung des Paulus zum Apostel der Heiden die Deutung.
Im Mittelfeld folgt in reicher Szenerie eine Schilderung vom Werden der Urgemeinde. Durch die Ausgießung des Geistes und die Pfingstpredigt des Petrus ist das Volk in gottgewirkte Unruhe versetzt. Es dürstet nach Gott wie die dargestellten Hirsche nach frischem Wasser. In Scharen drängen die Menschen zur Taufe.
Der unterste Bildstreifen zeigt vor der Häuserkulisse Jerusalems die Diakonie in der christlichen Gemeinde. Im linken Feld werden Spenden herbeigebracht und unter die Armen verteilt, während rechts eine eindrucksvolle Darstellung von der Steinigung des Armenpflegers Stephanus zu sehen ist.

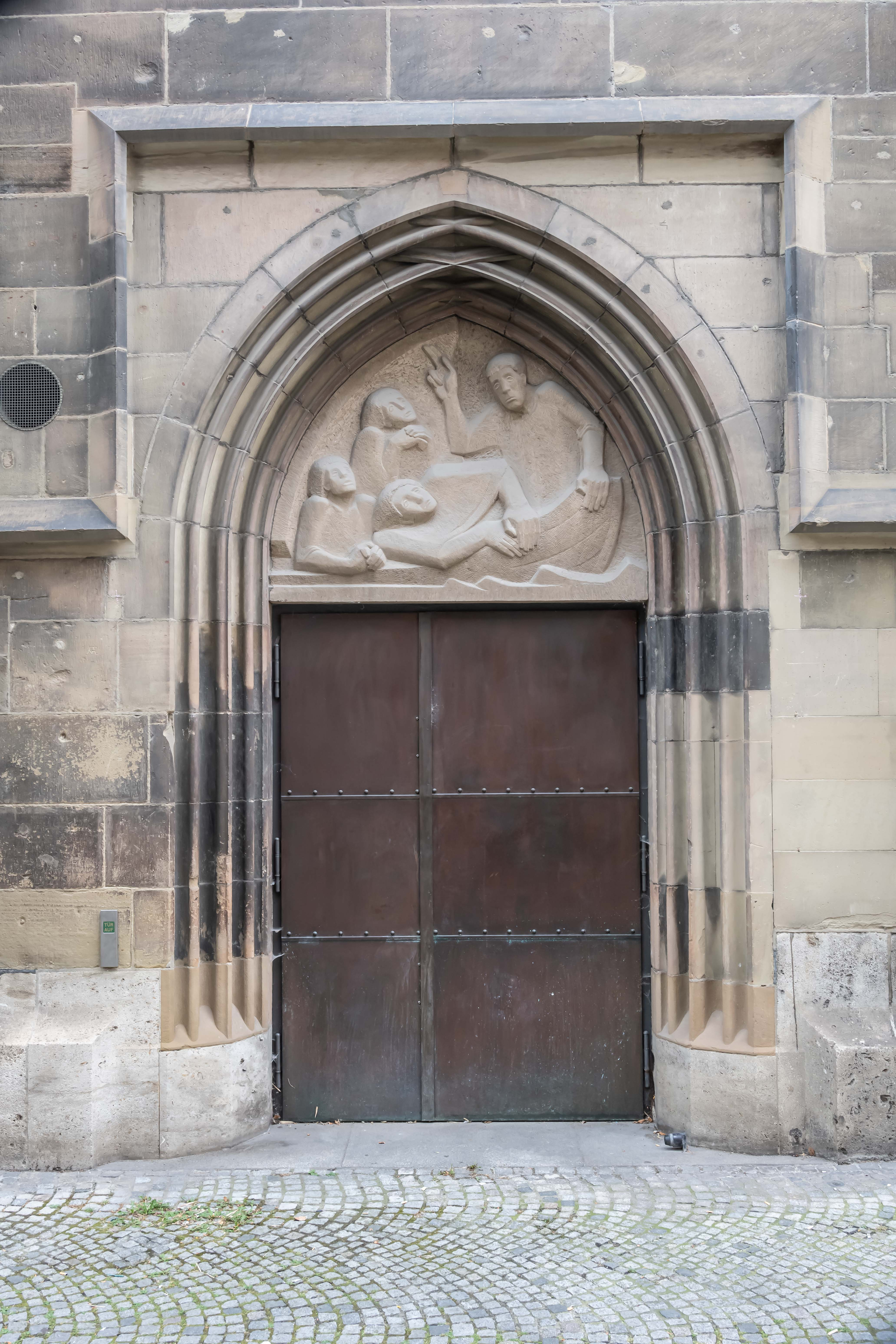
Nordwestpforte, Relief „Jesus im Sturm auf dem Meer“

### Westpforte
Die Westpforte bildet den Haupteingang an der Stiftstraße. Sie besteht aus einer Bronzetür mit der Skulptur eines Wolfs als Türgriff von Jürgen Weber aus dem Jahr 1958.

### Nordwestpforte
Die Nordwestpforte besteht aus einer schmucklosen Bronzetür und dem Tympanonrelief „Jesus im Sturm auf dem Meer“ von Jürgen Weber aus dem Jahr 1957.

### Südwestpforte
Die Südwestpforte ist das linke Portal an der Südfassade. Sie besteht aus einer Bronzetür mit dem Relief „Kain und Abel und der Tanz um das Goldene Kalb“ von Ulrich Henn aus dem Jahr 1958 und dem Relief mit der Kreuztragung Christi von Karl Hemmeter aus dem Jahr 1956.
| - Westpforte, rechter Flügel - Südwestpforte, Kreuztragung Christi und Bronzetür mit dem Relief „Kain und Abel“ |

## Bauplastik

### Kreuzigungsgruppe mit Pelikan

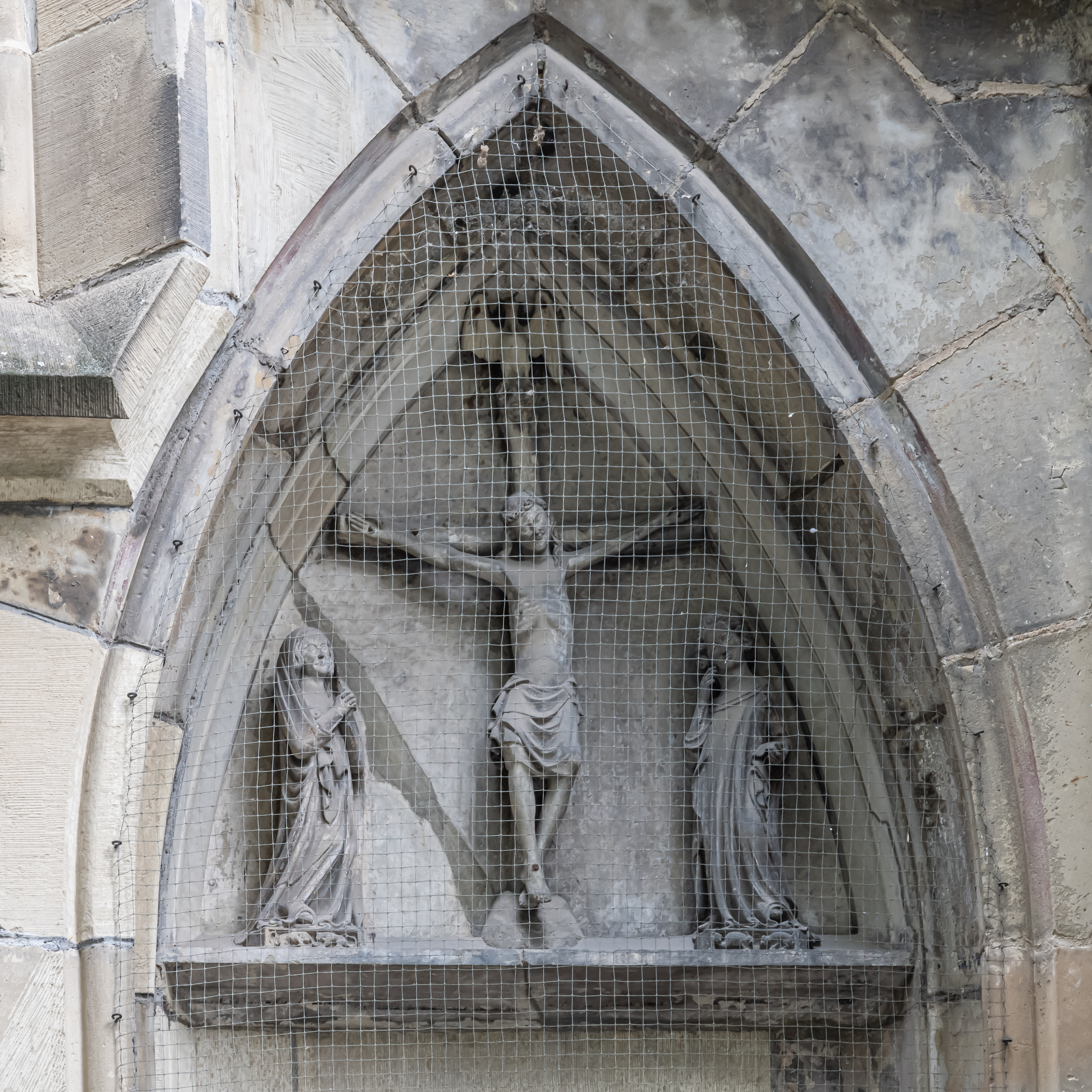
Kreuzigungsgruppe mit Pelikan

Rechts unterhalb des mittleren Fensters der südlichen Chorwand befindet sich an der Stelle einer ehemaligen Chorherrenpforte ein spitzbogiges Blendfenster. Das Tympanon enthält ein Relief mit einer Kreuzigungsgruppe und einem Pelikan. Der Pelikan ist ein Symbol der Erlösung durch den Opfertod Christi. Nach der Legende öffnet sich der Pelikan mit dem Schnabel die eigene Brust, lässt sein Blut auf seine toten Jungen tropfen und holt sie so wieder ins Leben zurück. Das Relief wurde um 1320 geschaffen und ist damit eines der ältesten erhaltenen Kunstwerke der Kirche.

### Konsolköpfe
Über der Südwestpforte mit dem Kreuztragungsrelief sind unmittelbar unter der Dachtraufe vier Konsolen mit Köpfen von Frauen und Männern aus dem Volk von Karl Hemmeter aus dem Jahr 1956 angebracht.

### Evangelistenstandbilder

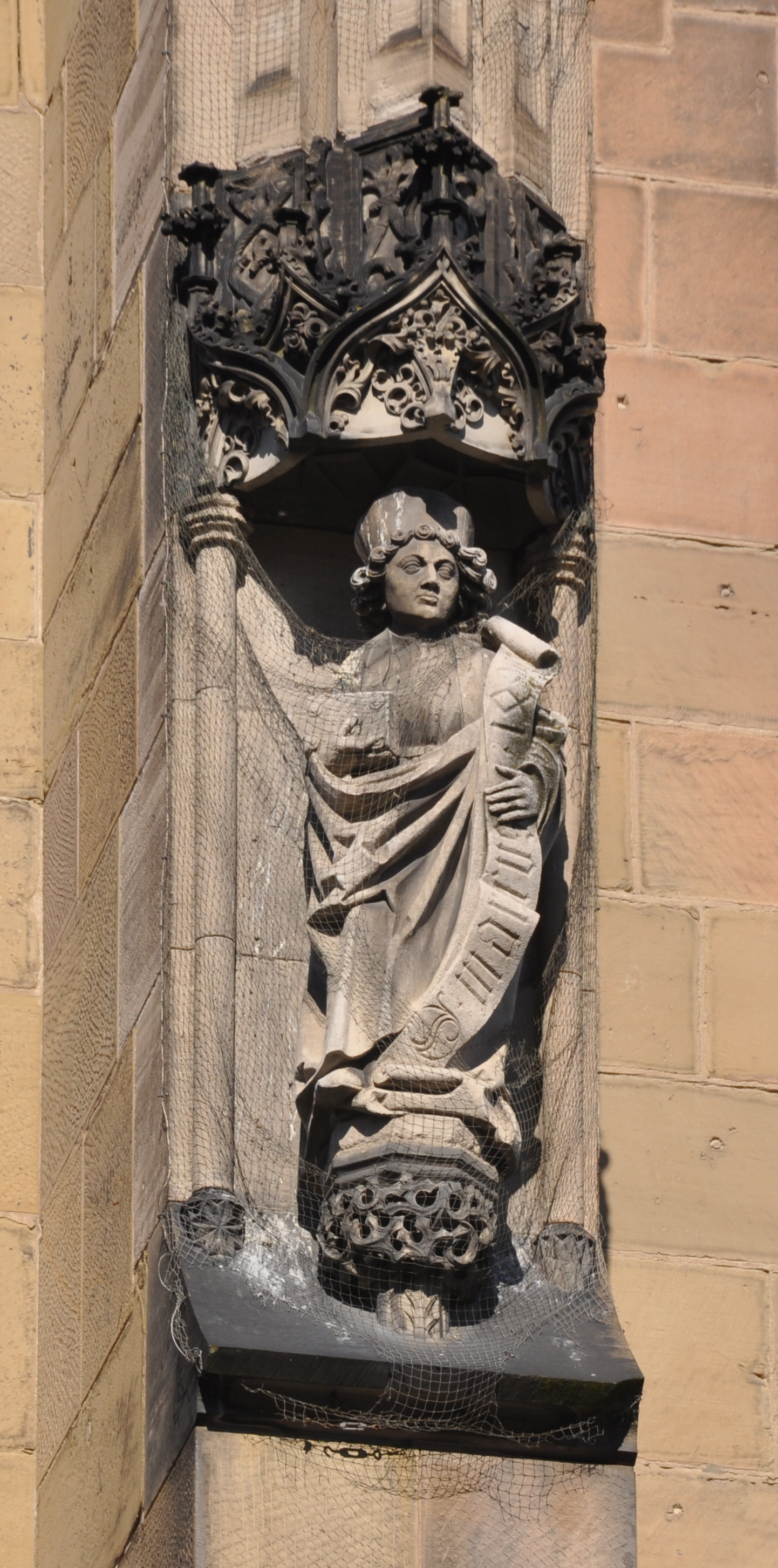
Standbild des Evangelisten Markus

An den vorderen Strebepfeilern des Westturms sind unterhalb der Eckfialen die nahezu lebensgroßen Standbilder von vier Evangelisten aus dem Jahr 1495 angebracht, die in einer Hand ein Attribut, in der anderen eine Banderole mit ihrem Namen tragen. Sie stehen auf Konsolen unter Baldachinen, die aus kunstvoll verschlungenen Maßwerk bestehen.

### Phönix in der Asche
Rechts des Haupteingangs am Westportal befindet sich ein spitzbogiges Fenster, das in der oberen Hälfte als Blendfenster ausgebildet ist. Das Tympanon enthält ein Relief mit Phönix in der Asche des Bildhauers Gottfried Gruner. Der mythische Vogel, der nach seinem Tod aus seiner Asche neu ersteht, galt bei den Christen als Sinnbild der Auferstehung. Die zwei oberen Drittel der geraden Fensterbahnen tragen eine von Albert Fröscher gestaltete Inschrift zur Erinnerung an die Zerstörung und den Wiederaufbau der Kirche und einen Bibelspruch aus 1. Könige 8,29.

### Wasserspeier
Die oberen Stockwerke des Westturms tragen an den Ecken bzw. Galerien Wasserspeierskulpturen aus Stein oder Bronzeblech.
| - Phoenix in der Asche | - Wasserspeier am Westturm |

## Innenraum

### Plastik

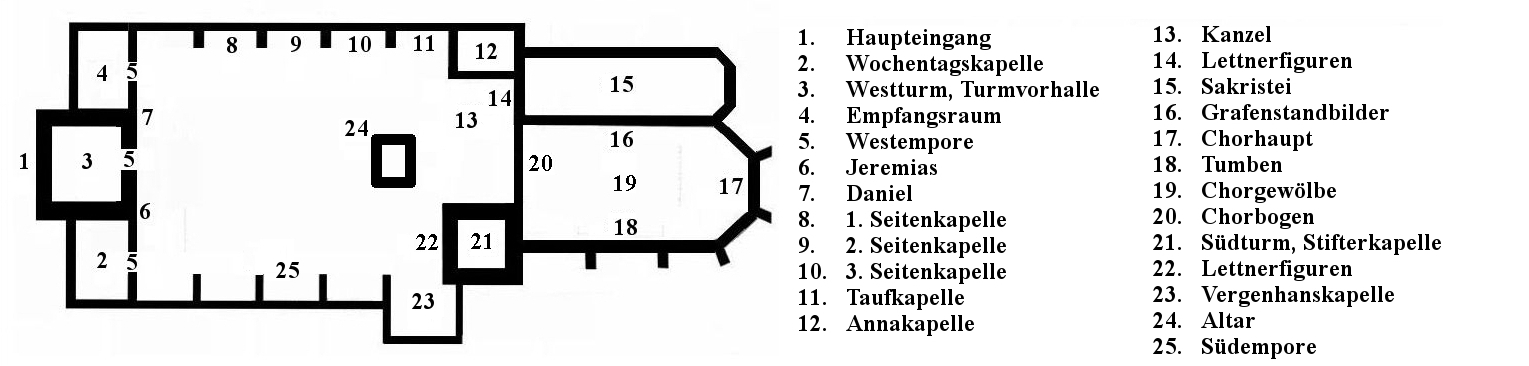
Grundriss der Stiftskirche.

Dieser Abschnitt behandelt die im Innenraum der Kirche aufgestellten Skulpturen, nicht jedoch die Grabmäler. Die Nummern in der folgenden Liste beziehen sich auf die Standortangaben in dem obigen Grundriss.

| Nr. | Bild | Jahr                  | Künstler                     | Werk |
| --- | ---- | --------------------- | ---------------------------- | --- |
| 2   |      | 15. Jahrhundert       |                              | Auferstehung Christi, Fragment eines Schlusssteins in der Wochentagskapelle. Sarkophag mit zwei Grabwächtern, Fragment des aus dem Grabe auferstehenden Christus. |
| 2   |      | 15. Jahrhundert       |                              | Gewölbeanfänger in der Wochentagskapelle, Halbfigur mit Sachsenheim-Wappen (?) und Büffelhorn (?). |
| 3   |      | 15. Jahrhundert       |                              | Christus mit Marterwerkzeugen, Dreipassschlussstein in der Turmvorhalle. |
| 4   |      | 15. Jahrhundert       |                              | Gewölbeanfänger im Empfangsraum, Halbfigur mit zwei Wappen (?). |
| 25  |      | 1958                  | Karl Hemmeter                | Fußwaschung Christi, Relief 1 von 9, Eiche, Emporenbrüstung, Südempore. |
| 25  |      | 1958                  | Karl Hemmeter                | Hungrige speisen, Werke der Barmherzigkeit 1 von 6, Relief 2 von 9, Eiche, Emporenbrüstung, Südempore. |
| 25  |      | 1958                  | Karl Hemmeter                | Dürstende tränken, Werke der Barmherzigkeit 2 von 6, Relief 3 von 9, Eiche, Emporenbrüstung, Südempore. |
| 25  |      | 1958                  | Karl Hemmeter                | Obdachlose beherbergen, Werke der Barmherzigkeit 3 von 6, Relief 4 von 9, Eiche, Emporenbrüstung, Südempore. |
| 25  |      | 1958                  | Karl Hemmeter                | Nackte bekleiden, Werke der Barmherzigkeit 4 von 6, Relief 5 von 9, Eiche, Emporenbrüstung, Südempore. |
| 25  |      | 1958                  | Karl Hemmeter                | Kranke besuchen, Werke der Barmherzigkeit 5 von 6, Relief 6 von 9, Eiche, Emporenbrüstung, Südempore. |
| 25  |      | 1958                  | Karl Hemmeter                | Gefangene besuchen, Werke der Barmherzigkeit 6 von 6, Relief 7 von 9, Eiche Emporenbrüstung, Südempore. |
| 5   |      | 1958                  | Karl Hemmeter                | Davids Saitenspiel vor Saul, Relief 8 von 9, Eiche, Emporenbrüstung, Westempore. |
| 5   |      | 1958                  | Karl Hemmeter                | Posaunist und Leierkastenspieler, Relief 9 von 9, Eiche, Emporenbrüstung, Westempore. |
| 6   |      | Mitte 19. Jahrhundert |                              | Standbild des Propheten Jeremias mit Spruchband mit seinem Namen. |
| 7   |      | Mitte 19. Jahrhundert |                              | Standbild des Propheten Daniel mit Spruchband mit seinem Namen. |
| 8   |      | 15. Jahrhundert       |                              | Maria mit dem Kind im Strahlenglanz, Dreipassschlussstein in der 1. Seitenkapelle. |
| 8   |      | 15. Jahrhundert       |                              | Sündenfall, Vierpassschlussstein in der 1. Seitenkapelle. |
| 8/9 |      | 15. Jahrhundert       |                              | Standbild der heiligen Elisabeth von Thüringen mit Brot und Krug am Pfeiler zwischen der 1. und 2. Seitenkapelle. |
| 9   |      | 15. Jahrhundert       |                              | Hl. Ottilie, Dreipassschlussstein in der 2. Seitenkapelle. |
| 10  |      | 15. Jahrhundert       |                              | Katharina von Alexandrien, Dreipassschlussstein in der 3. Seitenkapelle. |
| 10  |      | 15. Jahrhundert       |                              | Hl. Ulrich von Augsburg im Bischofsornat mit Fisch als Attribut, Vierpassschlussstein in der 3. Seitenkapelle. |
| 11  |      | 19. Jahrhundert       |                              | Standbild Johannes des Täufers mit Buch, Gotteslamm und Jakobsmuschel in der Taufkapelle. |
| 11  |      | 1957                  | Ulrich Henn                  | Taufstein, dreieckiger, grob behauener Steinblock mit Bronzetaufschale von Ulrich Henn in der Taufkapelle. |
| 11  |      | um 1500               |                              | Relief „Christus mit dem Schutzmantel“ in der Taufkapelle. Unter dem von zwei Engeln gehaltenen Schutzmantel steht, bis auf ein Lendentuch nackt, Christus als Schmerzensmann mit den fünf Wundmalen. Unter dem Schutzmantel sammeln sich in verkleinerter Darstellung alle weltlichen und geistlichen Stände der Christenheit: Papst, Kardinal, Kaiser, Ratsherr, Bürgersleute, Bauer mit Dreschflegel. |
| 11  |      | 15. Jahrhundert       |                              | Ehemalige Predella in der Taufkapelle, Relieftafel mit dem Gleichnis der klugen und törichten Jungfrauen. Das Relief zeigt einen betenden Engel, 5 kluge Jungfrauen mit brennender Lampe, 5 törichte Jungfrauen mit zu Boden gekehrter Lampe und den grinsenden Teufel. Abbildung links: törichte Jungfrau und grinsender Teufel.                                                                        |
| 11  |      | um 1500               |                              | Gewölbeanfänger über der Taufkapelle. Wappen Aberlin Jörgs mit dem Sparren und drei goldenen Sternen, von zwei Engeln gehalten. → Standortansicht |
| 11  |      | um 1500               |                              | Gewölbeanfänger hoch über der Taufkapelle. Von zwei goldenen Engeln gehaltenes Schweißtuch der Veronika mit dem dornengekrönten Antlitz Christi. → Standortansicht |
| 12  |      | 15. Jahrhundert       |                              | Im Scheitel eines Spitzbogens der ehemaligen Annakapelle hängt vor einem goldenen Weinstock mit Trauben die Kniefigur eines kauernden Baumeisters mit Dolch und Hammer oder Weingärtners mit Winzermesser. |
| 12  |      | 15. Jahrhundert       |                              | Gewölberippenfragment mit Gewölbeanfänger mit figürlicher Darstellung über der ehemaligen Annakapelle. → Standortansicht |
| 14  |      | um 1500               |                              | Mariä Verkündigung, Figurengruppe 1 von 5 vom ehemaligen Lettner. |
| 14  |      | um 1500               |                              | Mariä Heimsuchung, Figurengruppe 2 von 5 vom ehemaligen Lettner. |
| 22  |      | um 1500               |                              | Geburt Jesu, Figurengruppe 3 von 5 vom ehemaligen Lettner. |
| 22  |      | um 1500               |                              | Anbetung der Könige (ohne Bartholomäus), Figurengruppe 4 von 5 vom ehemaligen Lettner. |
| 22  |      | um 1500               |                              | Beschneidung Jesu, Figurengruppe 5 von 5 vom ehemaligen Lettner. |
| 20  |      | 16. Jahrhundert       |                              | Teilrekonstruktion des Ringschlusssteins mit Himmelsfahrtsloch/Pfingstloch und Engelskonzert an der Treppenhausdecke der ehemaligen Vergenhanskapelle. |
| 20  |      | 16. Jahrhundert       |                              | Schlusssteinfragment mit dem Vergenhanswappen auf halber Höhe des Treppenhauses in der ehemaligen Vergenhanskapelle. |
| 15  |      | 1958                  | Ernst Yelin, Helmut Schauler | Ehemaliges Altarkreuz, heute in der Sakristei. Silbernes, griechisches Kreuz mit dem Gotteslamm im Zentrum und den Symbolen der vier Evangelisten an den Enden. |
| 15  |      |                       |                              | Maria mit dem Kinde im Strahlenkranz, Dreipassschlussstein in der Sakristei. |
| 15  |      |                       |                              | Runder Schlussstein Heilige Katharina mit Schwert und Rad in der Sakristei. |
| 16  |      | 1574                  | Sem Schlör                   | 11 Grafenstandbilder. Standbilder der Ahnen des württembergischen Herzogs Ludwig. → Weitere Abbildungen |
| 17  |      | 1960                  | Ulrich Henn                  | Bronzekreuz im Chorhaupt von Ulrich Henn. Im Zentrum des Kreuzes der auferstandene Christus. Nach Martin Klumpp symbolisiert das Kreuz das Wort Christi „Ich bin der Weinstock, ihr seid die Reben“ (Johannes 15,5) und weist auf die Feier des Heiligen Abendmahles hin. |
| 19  |      | 1953                  | Ernst Yelin                  | 8 Gewölbeanfänger des Chorgewölbes. - Linke Chorwand: Klage des Jeremias, Moses mit der Gesetzestafel - Chorhaupt: Evangelistensymbole Stier, Engel, Adler, Löwe - Rechte Chorwand: König David mit der Leier, Aaron mit dem grünenden Stab Abbildung links: Chorhaupt mit 4 Gewölbeanfängern. |
| 13  |      | 1957                  | Fritz von Graevenitz         | Gerichtsengel (posaunenblasender Engel des Jüngsten Gerichts), Endigung des Kanzelpfeilers, Sandstein, Höhe der Figur: 3 Meter, Gesamthöhe des Pfeilers: 11 Meter. → Standortansicht |
| 17  |      | 1501                  |                              | Standbild des betenden württembergischen Landhofmeisters Hermann von Sachsenheim. |
| 17  |      | um 1500               |                              | Nachbildung der Goldenen Kanzel mit den Originalbrüstungstafeln, Relief des Evangelisten Markus mit dem Symbol eines geflügelten Löwen. |
| 17  |      | um 1500               |                              | Nachbildung der Goldenen Kanzel mit den Originalbrüstungstafeln, Relief des Evangelisten Matthäus mit dem Symbol eines Engel. |
| 17  |      | um 1500               |                              | Nachbildung der Goldenen Kanzel mit den Originalbrüstungstafeln, Relief des Evangelisten Lukas mit dem Symbol eines Stiers. Der Löwe ist ein Überbleibsel der ursprünglichen Relieftafel, die dem Kirchenvater Hieronymus gewidmet war. |
| 17  |      | um 1500               |                              | Nachbildung der Goldenen Kanzel mit den Originalbrüstungstafeln, Relief des Evangelisten Johannes mit dem Symbol eines Adlers. |
| 19  |      | 15. Jahrhundert       |                              | Schlussstein im Chorgewölbe. Zwei Männer unter dem Kreuz. |
| 19  |      | 15. Jahrhundert       |                              | Ringschlussstein im Chorgewölbe. Inschrift „manet in aeternum verbum dei“ (Das Wort Gottes bleibt in Ewigkeit). |
| 19  |      | 15. Jahrhundert       |                              | Schlussstein im Chorgewölbe. Gotteslamm mit Siegesfahne. |
| 20  |      | 1943                  | Martin Scheible              | Monumentales Hängekreuz. Das Kruzifix wurde zusammen mit einem die Chorbogenöffnung in Kämpferhöhe überspannenden hölzernen Tragbalken in das Bogenfeld eingefügt und die Kreuzarme mit Ketten an die Bogenleibung befestigt. |
| 24  |      | 2001                  | Holger Walter                | Altar aus Muschelkalk. Als „Lichthöhle“ soll der Altar an die Geburt Christi in einer Felsgrotte in Bethlehem und an das offene Grab Christi in Jerusalem erinnern. |
|     |      | 2003                  | Holger Walter                | Bronzener Osterleuchter, Geschenk der katholischen Domgemeinde St. Eberhard Stuttgart zur Wiedereröffnung der Stiftskirche. |

### Grabmäler

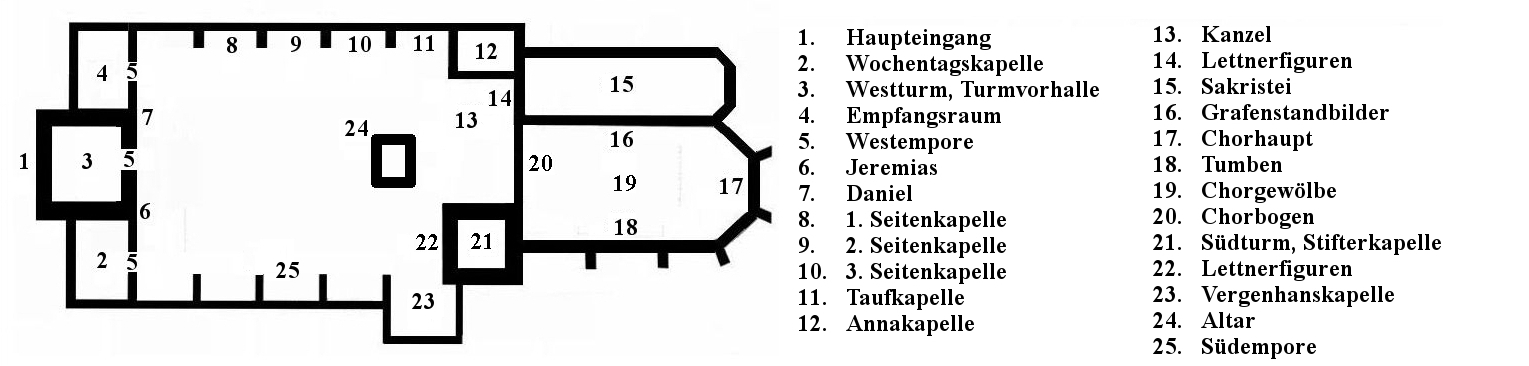
Grundriss der Stiftskirche.

Die Nummern in der folgenden Liste beziehen sich auf die Standortangaben in dem obigen Grundriss.

| Nr.   | Bild | Jahr      | Künstler           | Werk |
| ----- | ---- | --------- | ------------------ | --- |
| 2     |      | 1624      |                    | Grabstein in der Wochentagskapelle für den württembergischen Geheimen Rat und Vizekanzler Sebastian Faber, gestorben am 7. Dezember 1624 im Alter von 60 Jahren. Im unteren Teil des Grabsteins halten zwei Engel einen Lorbeerkranz, der ein Doppelwappen umrahmt. |
| 2     |      | 1574      |                    | Grabdenkmal in der Wochentagskapelle für den württembergischen Haushofmeister Melchior von Schauenburg, gestorben am 4. April 1574 im 54. Lebensjahr. Vor dem Kruzifixus knien zwei Ritter und vier weibliche Gestalten, wohl der Verstorbene und seine Familie. Zu beiden Seiten an den Pilastern die Wappen seiner Vorfahren, links Schauenburg, Ellert, Schauenburg, Spendert, rechts Windeck, Maier von Sachenbach, Nippenburg, Enzberg. |
| 2     |      | 1458      |                    | Grabstein des Minnesängers Hermann von Sachsenheim in der Wochentagskapelle. Inschrift und Büffelhornwappen des Geschlechts der von Sachsenheim. |
| 9     |      | 1502      |                    | Grabdenkmal in der 2. Seitenkapelle für den Chorherrn Heinrich Heller, gestorben am 4. Oktober 1502. Relief der apokalyptischen Madonna mit Baldachin. Verstümmelte Stifterfigur zu Füßen der Maria. |
| 10/11 |      | 1584      | Jonathan Sauter    | Holz-Epitaph für den württembergischen Reformator und Stiftspropst zu Stuttgart Johannes Brenz an dem Pfeiler zwischen der 3. Seitenkapelle und der Taufkapelle. Postumes Ölporträt von Jonathan Sauter von 1584. Unter den Voluten ein Bildnis des Todes mit gespannter Armbrust und des auferstandenen Christus mit der Siegesfahne. Dreiecksgiebel mit Totenkopf. Unterbau mit Wappen                                                     |
| 18    |      | 1512      |                    | Grabmal für den württembergischen Stiftspropst und Kanzler Ludwig Vergenhans im Südchor, roter Marmor. Porträt von Vergenhans im Messgewand in einer aus Ranken und Blattwerk in gotischen Formen gebildeten Nische, zu seinen Füßen sein Familienwappen. |
| 18    |      | 1575      | Sem Schlör         | Tischgrab des Grafen Albrecht von Hohenlohe-Langenburg († 1575) im Südchor mit Liegefigur und vier knienden Rittern als Tragefiguren. Bodenplatte mit Wappenschild. → Weitere Abbildungen. |
| 18    |      | 1583      | Jakob Roment       | Tischgrab der Pfalzgräfin Elisabeth von Veldenz-Lauterecken geb. Herzogin von Württemberg (1548–1592) im Südchor mit Liegefigur und vier Engel als Tragefiguren. → Weitere Abbildungen. |
| 18    |      | 1601      | Jakob Roment?      | Tischgrab der Pfalzgräfin Johanna Elisabeth von Veldenz-Lützelstein (1573–1601) im Südchor unter der Chororgel mit Liegefigur und vier Löwen als Tragefiguren. → Weitere Abbildungen. |
| 18    |      | 1591      |                    | Ehemalige Bodenplatte im Südchor unter der Chororgel, heute an der Wand befestigt. Sie zeigt das württembergisch-mömpelgardische Wappen vom verlorenen Tischgrab für Graf Georg Friedrich von Württemberg und Mömpelgard (1583–1591), den mit 8 Jahren verstorbenen Sohn von Herzog Friedrich I. |
| 18    |      | 1596      |                    | Grabplatte im Südchor unter der Chororgel, heute an der Wand befestigt, für August von Württemberg (1596–1596), den als Säugling verstorbenen Sohn von Herzog Friedrich I. |
| 21    |      | 1563      | Leonhard Baumhauer | Grabdenkmal für den württembergischen Haushofmeister Hans Herter von Herteneck, Obervogt in Sulz († 1562). |
| 21    |      | 1559      |                    | Epitaph für Isolde von Heimstatt geb. von Wolfstein († 1559), die Haushofmeisterin der Herzogin von Württemberg, mit Ölfarbe bemalte Eisengussplatte, mit vielen zum Teil reich vergoldeten Wappen. |
| 21    |      | 1285/1290 |                    | Doppeltumba Ulrichs I. von Württemberg, genannt Ulrich der Stifter oder Ulrich mit dem Daumen, und seiner zweiten Gemahlin Agnes von Schlesien-Liegnitz (beide † 1265) in der Stifterkapelle, zu Füßen der Liegefiguren vier Hunde. → Weitere Abbildungen. |
| 21    |      | 1613      |                    | Epitaph in der Stifterkapelle für Katharina von Lomersheim († 1559), die Gemahlin des württembergischen Hofmeisters. |
| 21    |      | 1510      |                    | Grabmal in der Stifterkapelle für den Stiftsdekan Georg Hartsesser († 1510), roter Marmor. In der Mitte der Platte steht der heilige Georg, der mit einer Lanze den Drachen zu seinen Füßen tötet. Rechts unten kniet Georg Hartsesser in ewiger Anbetung vor Christus, der seine Wundmale zeigt. |
| 21    |      | 1429      |                    | Bronzeauflage in der Stifterkapelle mit Wappenschild von der Grabplatte der Burggräfin Elisabeth von Nürnberg († 1429), der zweiten Gemahlin von Graf Eberhard dem Milden. |
| 21    |      | 1518      |                    | Bronzeauflage in der Stifterkapelle von der Grabplatte der Markgräfin Elisabeth von Baden († 1518). Engel mit dem Schild des Allianzwappens Baden/Brandenburg, an den vier Ecken die großelterlichen Wappen von Brandenburg, Sachsen, Polen und Österreich. |

### Glasfenster

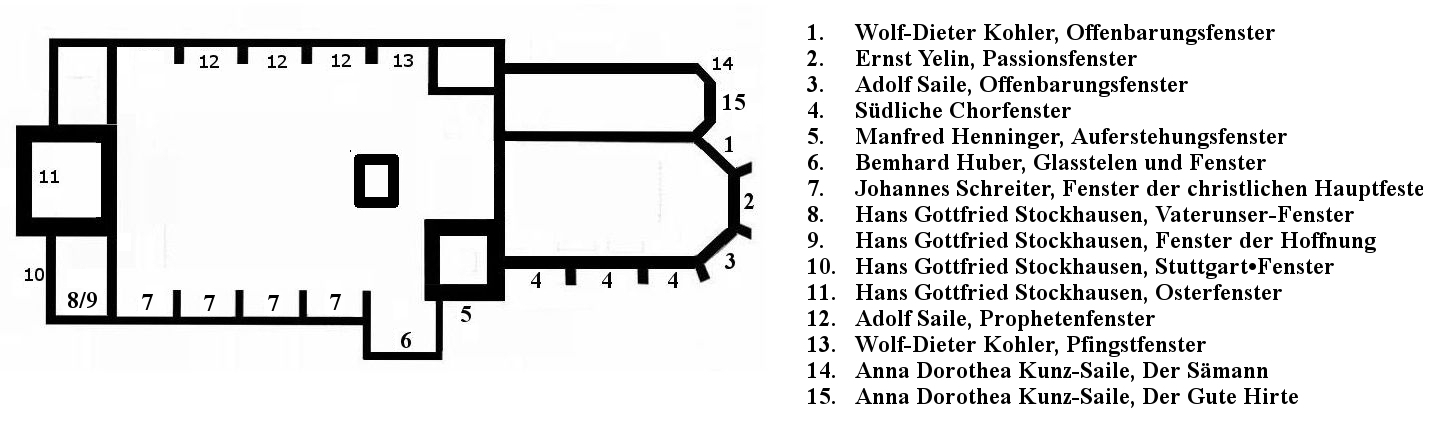
Grundriss der Stiftskirche, Glasfenster.

Im Zweiten Weltkrieg wurden alle Glasfenster der Kirche zerstört, nur das Maßwerk der Fenster blieb teilweise erhalten. In den 1950er Jahren schufen zeitgenössische Künstler die Chorfenster, die Fenster der Nordwand und das Fenster in der Orgelstube. 1971 entstand das Auferstehungsfenster in der Stifterkapelle, 1988 die beiden Sakristeifenster. 2001 und 2002 entstanden die Glasstelen und Glasfenster in der ehemaligen Vergenhanskapelle, die Nordwandfenster und die Fenster der Wochentagskapelle.
| Nr. | Bild | Jahr    | Künstler                       | Werk |
| --- | ---- | ------- | ------------------------------ | --- |
| 1   |      | 1958    | Wolf-Dieter Kohler             | Offenbarungsfenster, linkes Chorfenster. Szenen aus der Offenbarung des Johannes 4–13. |
| 2   |      | 1958    | Rudolf Yelin der Jüngere       | Passionsfenster, mittleres Chorfenster. Die drei runden Medaillons zeigen von unten nach oben das letzte Abendmahl, die Kreuzigung und die Auferstehung Jesu. |
| 3   |      | 1958    | Adolf Saile                    | Offenbarungsfenster, rechtes Chorfenster. Szenen aus der Offenbarung des Johannes 14–22. |
| 4   |      | um 1950 |                                | Südliche Chorfenster. Jedes der 3 Fenster besteht aus 360 rechteckigen, hell und dunkel getönten Kacheln, deren Farbenspiel den Chor in helles Licht taucht. Die Fenster setzen sich zusammen aus je 10 waagerechten Streifen in 3 senkrechten Bahnen, die 30 Felder mit je 12 Kacheln bilden. |
| 5   |      | 1971    | Manfred Henninger              | Auferstehungsfenster, Stifterkapelle. Das Fenster besteht aus einem Mosaik farbiger Glasscherben, die den Raum bei Sonneneinfall in buntes Licht tauchen. |
| 6   |      | 2002    | Bernhard Huber                 | 4 Glasstelen, Vergenhanskapelle. Die zum Treppenturm umfunktionierte ehemalige Vergenhanskapelle schließt nach außen hin mit dem Aposteltor ab, im Inneren bilden vier 10 Meter hohe Glasstelen mit bunter Punktmusterung den Abschluss. |
| 6   |      | 2002    | Bernhard Huber                 | 5 Glasfenster, Vergenhanskapelle. Der Treppenturm in der ehemaligen Vergenhanskapelle wird durch 5 Glasfenster unterschiedlichen Formats mit quergestreiften Farbverläufen belichtet. Abbildung: 2 der 5 Glasfenster. |
| 7   |      | 2002    | Johannes Schreiter             | Fenster der christlichen Hauptfeste, Südwand. Die im Grundton ockerfarbene Fenstergruppe besteht aus vier großen dreibahnigen Fenstern in der Wand über der Empore und drei zweiteiligen Wandöffnungen im Parterre. Die Fenster stehen unter der Leitidee „Christus Licht der Welt“ und symbolisieren die Hochfeste des Kirchenjahres. Die weißen Pinselstriche in der linken Bahn der großen Fenster stehen für Christus, wobei die Richtung der Pinselstriche auf das dargestellte Fest hinweist. Die äußeren Fenster mit dem Pinselstrich von oben nach unten stehen für Weihnachten (Herabkunft Christi) und Pfingsten (Herabkunft des Heiligen Geistes). Die inneren Fenster mit dem Pinselstrich von unten nach oben stehen für die Auferstehung und die Himmelfahrt. Die Labyrinthe in der mittleren und rechten Bahn der großen Fenster bilden eine Rechteckform mit graugetönten, parallelen und rechtwinkligen Linien. Sie „stehen als Sinnbild unseres Lebenswegs mit Brüchen, Sackgassen, Ausweglosigkeiten. Doch bei Johannes Schreiter haben alle Labyrinthe einen Ausweg, ein Ziel. Dieses ist der Pinselstrich im Osten, Jesus. Und die Himmelsrichtung verweist zugleich auf die verheißene Wiederkunft Christi, der vom Aufgang der Sonne, eben von Osten, wiederkommen wird.“ Abbildung: Entwurfszeichnung. |
| 8   |      | 2001    | Hans Gottfried von Stockhausen | Vaterunser-Fenster, Wochentagskapelle. Zwei gekuppelte Fenster mit dem kunstvoll einbeschriebenen Text des Vaterunsers. |
| 9   |      | 2001    | Hans Gottfried von Stockhausen | Fenster der Hoffnung, Wochentagskapelle. Das Fenster „vereinigt viele Symbole des Glaubens: Aus einem Samenkorn wächst ein fruchtbarer Baum; das Bild einer Mutter, die ihr Kind dem Licht entgegen hält, steht für Hoffnung, Liebe und Vielfalt des Lebens; der Gekreuzigte spricht den von verletzenden Dornen umgebenen Menschen, Maria und Johannes, Trost zu und ermutigt zur Liebe inmitten der Welt; daraus erwächst neues Leben, symbolisiert im ‚Baum der Liebe‘, der vom Licht des Regenbogens überspannt wird.“ |
| 10  |      | 2001    | Hans Gottfried von Stockhausen | Stuttgart-Fenster, Wochentagskapelle. Das Fenster soll die „Erinnerung an die Feuerstürme des Zweiten Weltkriegs sowie an Unrecht, Leiden und Tod wachhalten. Inmitten der Flammen wird das prophetische Wort der Hoffnung aus Hesekiel 11,19 erkennbar: ‚Und ich will euch ein neues Herz und einen neuen Geist in euch geben und will das steinerne Herz aus eurem Fleisch wegnehmen und euch ein fleischernes Herz geben.‘“ |
| 11  |      | 1958    | Hans Gottfried von Stockhausen | Osterfenster, Orgelstube über dem Haupteingang. Christus, das vom Lebensbaum umrahmte Lamm Gottes, hat den Tod besiegt und schenkt das Leben. Der Erzengel Michael der Drachentöter ist Symbol für den Sieg Gottes über Bosheit und Tod. |
| 12  |      | 1958    | Adolf Saile                    | Prophetenfenster mit den 6 kleinen Propheten Hosea, Joel, Amos, Jonas, Micha und Obadja, 1. Seitenkapelle. |
| 12  |      | 1958    | Adolf Saile                    | Prophetenfenster mit den 4 großen Propheten Jesaja, Hesekiel, Jeremia und Daniel, 2. Seitenkapelle. |
| 12  |      | 1958    | Adolf Saile                    | Prophetenfenster mit den 6 kleinen Propheten Nahum, Habakuk, Haggai, Sacharja, Zephanja und Maleachi, 3. Seitenkapelle. |
| 13  |      | 1958    | Wolf-Dieter Kohler             | Pfingstfenster, Taufkapelle. „Pfingstpredigt des Petrus nach der Apostelgeschichte 2. Der erhöhte Christus sitzt zur Rechten seines Himmlischen Vaters. Sonne und Mond umgeben den Gottesthron, vor dem die Wechslertische umgestürzt werden. Sendung des Heiligen Geistes im Zeichen der Taube und der Feuerflammen.“ |
| 14  |      | 1988    | Anna Dorothea Kunz-Saile       | Der Sämann, Apsis der Sakristei. |
| 15  |      | 1988    | Anna Dorothea Kunz-Saile       | Der Gute Hirte, Apsis der Sakristei. |

## Orgeln

### Hauptorgel

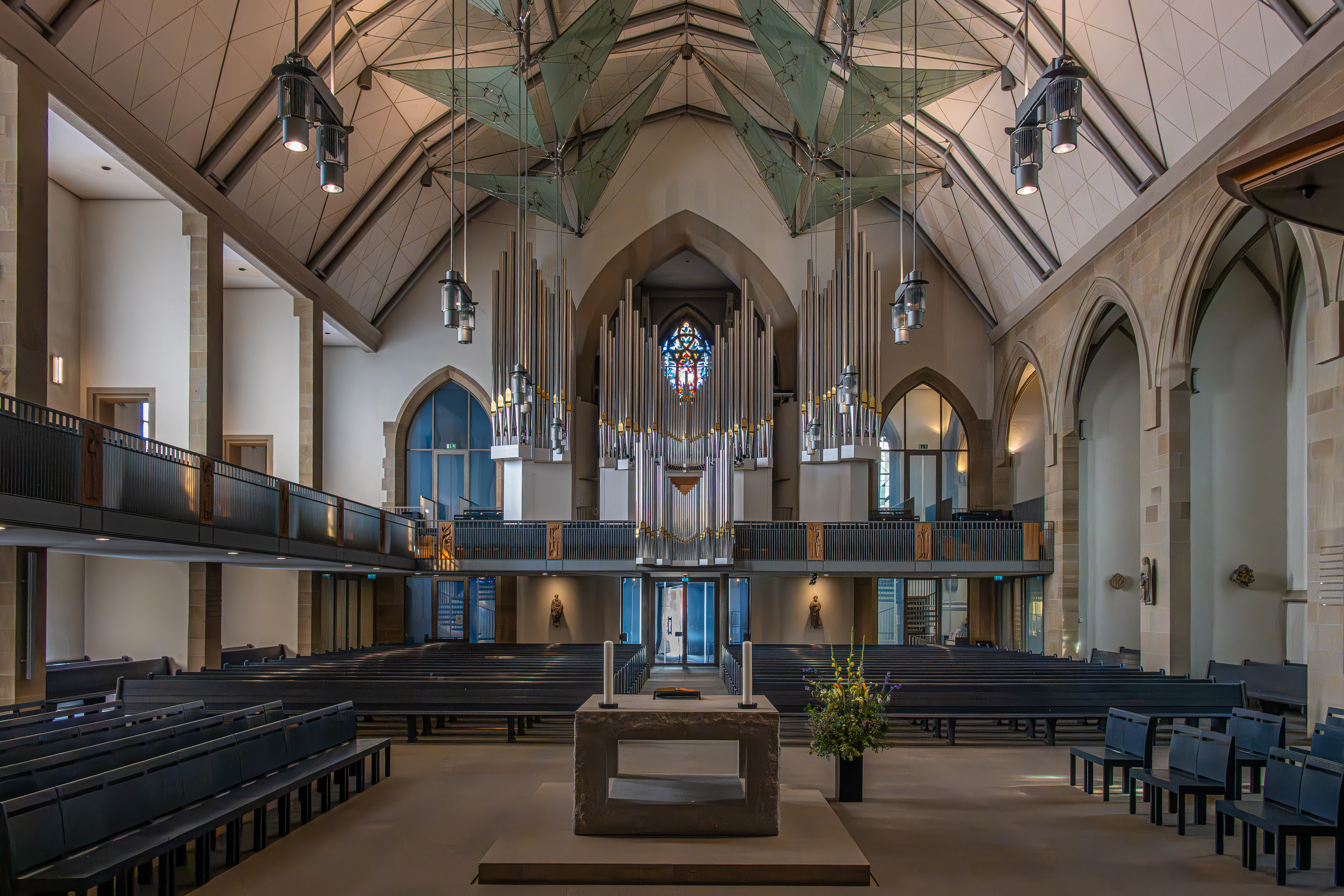
Innenraum mit Orgel und neuer Deckenkonstruktion (nach Renovierung von 1999 bis 2003)

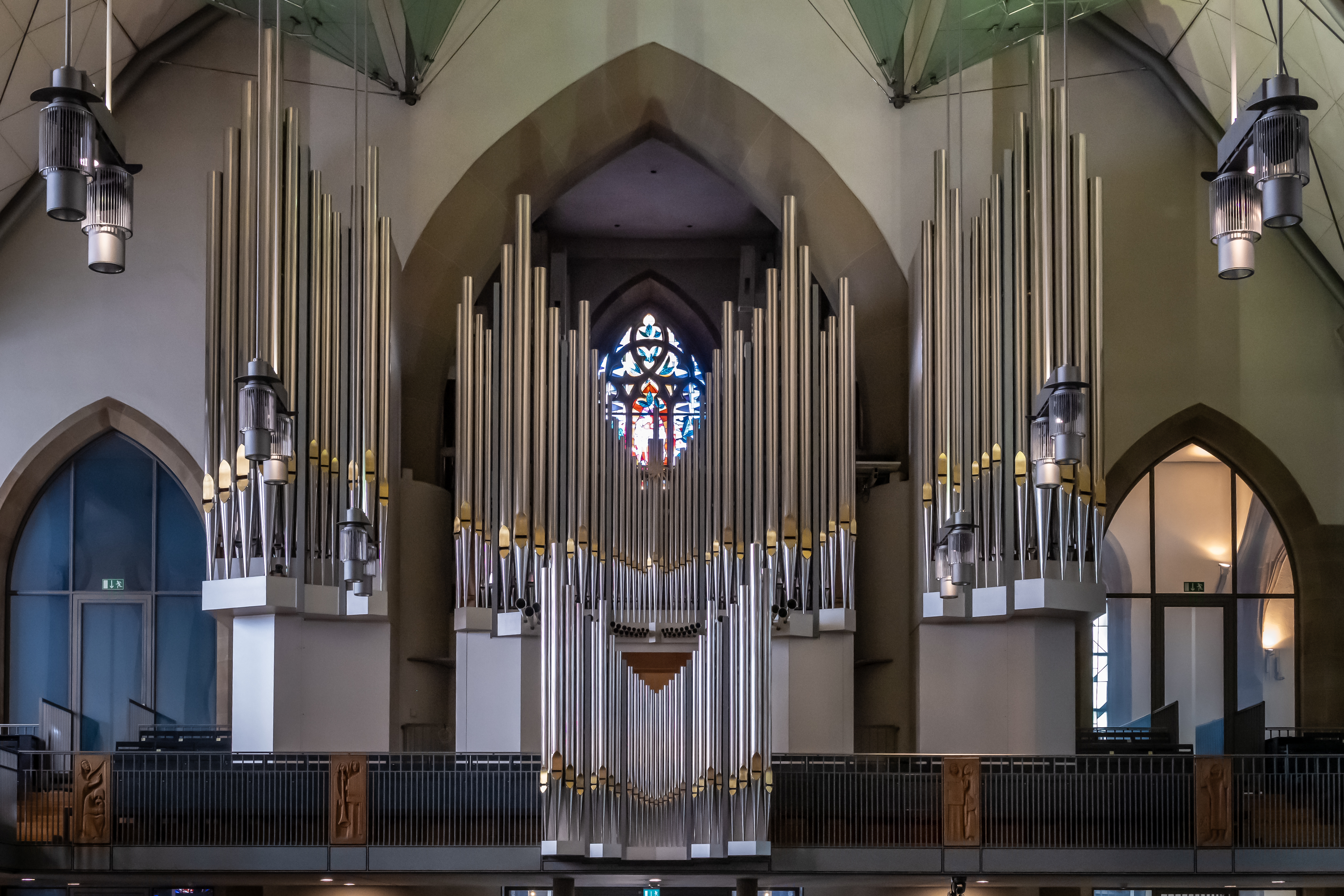
Mühleisen-Orgel

Die Geschichte der Orgeln der Stiftskirche reicht zurück in das Jahr 1381. Bis zum Beginn des 19. Jahrhunderts befanden sich die Orgeln auf dem Lettner und waren recht klein disponiert. Im Jahr 1807 erhielt die Stiftskirche eine (gebrauchte) Orgel mit 64 Registern, die zuvor in der Klosterkirche Zwiefalten gestanden hatte. Sie wurde zunächst im Chorraum aufgestellt, in den Jahren von 1837 bis 1845 von Eberhard Friedrich Walcker (Ludwigsburg) in einem neugotischen Prospekt auf die Westempore umgesetzt, auf Kegelladen umgebaut, und durch weitere Umbauten ab 1884 durch die Firma von Carl Gottlieb Weigle auf 84 Register erweitert. Dabei wurde auch ein neuer Spieltisch mit vier Manual- und zwei Pedalklaviaturen gebaut. Arnold Strebel, der ab 1919 das Amt des Stiftsorganisten innehatte, hat diesen Zustand der Orgel kurz vor deren Untergang dokumentiert.
Nachdem das Instrument 1944 völlig zerstört worden war, baute die Orgelbaufirma Walcker im Jahr 1958 auf der Westempore eine neue Orgel auf Schleifladen mit 84 Registern, die 1971 um zwei weitere Register (Spanische Trompeten) ergänzt wurde.
Die Walcker-Orgel wurde 2004 durch ein neues Instrument ersetzt, das von der Orgelbaufirma Mühleisen (Leonberg) erbaut wurde. Die Baukosten betrugen 1,7 Millionen Euro, wovon 1 Million Euro über Spenden finanziert wurden. Das Vorgängerinstrument, aus dem wenige Register übernommen wurden, konnte nach Żory (Woiwodschaft Schlesien) umgesetzt werden.
Die Mühleisen-Orgel ist mit 81 Registern und 5.366 Pfeifen (davon 352 Pfeifen in 7 Registern aus der Vorgängerorgel) das größte Kircheninstrument der Stadt. Im Rückpositiv befindet sich ein Glockenspiel (c0–d3), im Schwellpositiv ein Röhrenglockenspiel (G–g1). Außerdem verfügt die Orgel über einen Zimbelstern.
Die Orgel hat mechanische Schleifladen (mit Ausnahme des Großpedals: elektrisch-pneumatische Kegelladen von 1958), eine mechanische Spieltraktur, mechanische Koppeln (mit Ausnahme der Koppeln für das IV. Manual (Schwellwerk), die elektrisch sind), und eine mechanisch-elektrische Doppelregistratur.
| I Rückpositiv C–a3 |                 |        |     |
| 01.                | Principal       | 08′    |     |
| 02.                | Bifara (ab g0)  | 08′    |     |
| 03.                | Gedeckt         | 08′    |     |
| 04.                | Quintade        | 08′    | (W) |
| 05.                | Oktave          | 04′    |     |
| 06.                | Rohrflöte       | 04′    |     |
| 07.                | Sesquialtera II | 02 ⁄3′ |     |
| 08.                | Oktave          | 02′    |     |
| 09.                | Flöte           | 02′    |     |
| 10.                | Quinte          | 01 ⁄3′ |     |
| 11.                | Scharff IV      | 01 ⁄3′ |     |
| 12.                | Fagott          | 16′    |     |
| 13.                | Trompete        | 08′    |     |
| 14.                | Krummhorn       | 08′    |     |
|                    | Tremulant       |        |     |
|                    | Glockenspiel    |        |     |

| II Hauptwerk C–a3 |                   |        |
| 15.               | Principal         | 16′    |
| 16.               | Bordun            | 16′    |
| 17.               | Principal         | 08′    |
| 18.               | Flûte harmonique  | 08′    |
| 19.               | Gemshorn          | 08′    |
| 20.               | Rohrflöte         | 08′    |
| 21.               | Viola da Gamba    | 08′    |
| 22.               | Oktave            | 04′    |
| 23.               | Tibia             | 04′    |
| 24.               | Quinte            | 02 ⁄3′ |
| 25.               | Oktave            | 02′    |
| 26.               | Mixtur maior IV   | 02 ⁄3′ |
| 27.               | Mixtur minor V    | 02′    |
| 28.               | Cornett V (ab g0) | 08′    |
| 29.               | Trompete          | 16′    |
| 30.               | Trompete          | 08′    |
| 31.               | Chamade           | 08′    |

| III Schwellpositiv C–a3 |                    |         |
| 32.                     | Salicional         | 16′     |
| 33.                     | Principal          | 08′     |
| 34.                     | Concertflöte       | 08′     |
| 35.                     | Salicional         | 08′     |
| 36.                     | Unda maris (ab c0) | 08′     |
| 37.                     | Bourdon            | 08′     |
| 38.                     | Principal          | 04′     |
| 39.                     | Traversflöte       | 04′     |
| 40.                     | Nasard             | 02 ⁄3′  |
| 41.                     | Waldflöte          | 02′     |
| 42.                     | Terz               | 01 3⁄5′ |
| 43.                     | Septime            | 01 ⁄7′  |
| 44.                     | Piccolo            | 01′     |
| 45.                     | Mixtur IV          | 02′     |
| 46.                     | Trompete           | 08′     |
| 47.                     | Clarinette         | 08′     |
| 48.                     | Vox humana         | 08′     |
|                         | Tremulant          |         |
|                         | Röhrenglocken      |         |

| IV Schwellwerk C–a3 |                             |        |     |
| 49.                 | Lieblich Gedeckt            | 16′    |     |
| 50.                 | Geigenprincipal             | 08′    | (W) |
| 51.                 | Holzflöte                   | 08′    | (W) |
| 52.                 | Lieblich Gedeckt            | 08′    |     |
| 53.                 | Gamba                       | 08′    |     |
| 54.                 | Aeoline                     | 08′    |     |
| 55.                 | Vox coelestis (ab c0)       | 08′    |     |
| 56.                 | Principal                   | 04′    |     |
| 57.                 | Fugara                      | 04′    |     |
| 58.                 | Flute octaviante            | 04′    |     |
| 59.                 | Flautino                    | 02′    |     |
| 60.                 | Progressio harmonique III-V | 02 ⁄3′ |     |
| 61.                 | Tuba                        | 16′    |     |
| 62.                 | Trompette harmonique        | 08′    |     |
| 63.                 | Oboe                        | 08′    |     |
| 64.                 | Clairon                     | 04′    |     |
|                     | Tremulant                   |        |     |

| Pedal C–f1 |               |         |     |
| 65.        | Prinzipal     | 32′     | (W) |
| 66.        | Grand Bourdon | 32′     | (W) |
| 67.        | Principal     | 16′     |     |
| 68.        | Subbass       | 16′     | (W) |
| 69.        | Offenbaß      | 16′     | (W) |
| 70.        | Harmonikabaß  | 16′     |     |
| 71.        | Octavbaß      | 08′     |     |
| 72.        | Bourdon       | 08′     |     |
| 73.        | Violoncell    | 08′     |     |
| 74.        | Quinte        | 05 1⁄3′ |     |
| 75.        | Choralbaß     | 04′     |     |
| 76.        | Hintersatz IV | 02 ⁄3′  |     |
| 77.        | Kontraposaune | 32′     | (W) |
| 78.        | Posaune       | 16′     |     |
| 79.        | Fagott        | 16′     |     |
| 80.        | Trompete      | 08′     |     |
| 81.        | Clarine       | 04′     |     |

- Koppeln:
  - Normalkoppeln: I/II, III/II, IV/II, III/I, IV/I, IV/III, I/P, II/P, III/P, IV/P
  - Suboktavkoppeln: IV/IV, IV/III, IV/II, III/III
  - Superoktavkoppeln: IV/IV, IV/P
- Spielhilfen:

Elektronisches Speichersystem mit 30 Ebenen à 999 Kombinationen und Diskettenlaufwerk
Walze für Registercrescendo
Züge für Elektronische Winddrosseln
Sordino für Röhrenglocken
Clarinette 8′ (Schwellpositiv) mit eigenem Windschweller
Zimbelstern (8 Glocken)
- Anmerkungen:

(W) = Register aus der Vorgängerorgel von Walcker (1958).

### Chororgel

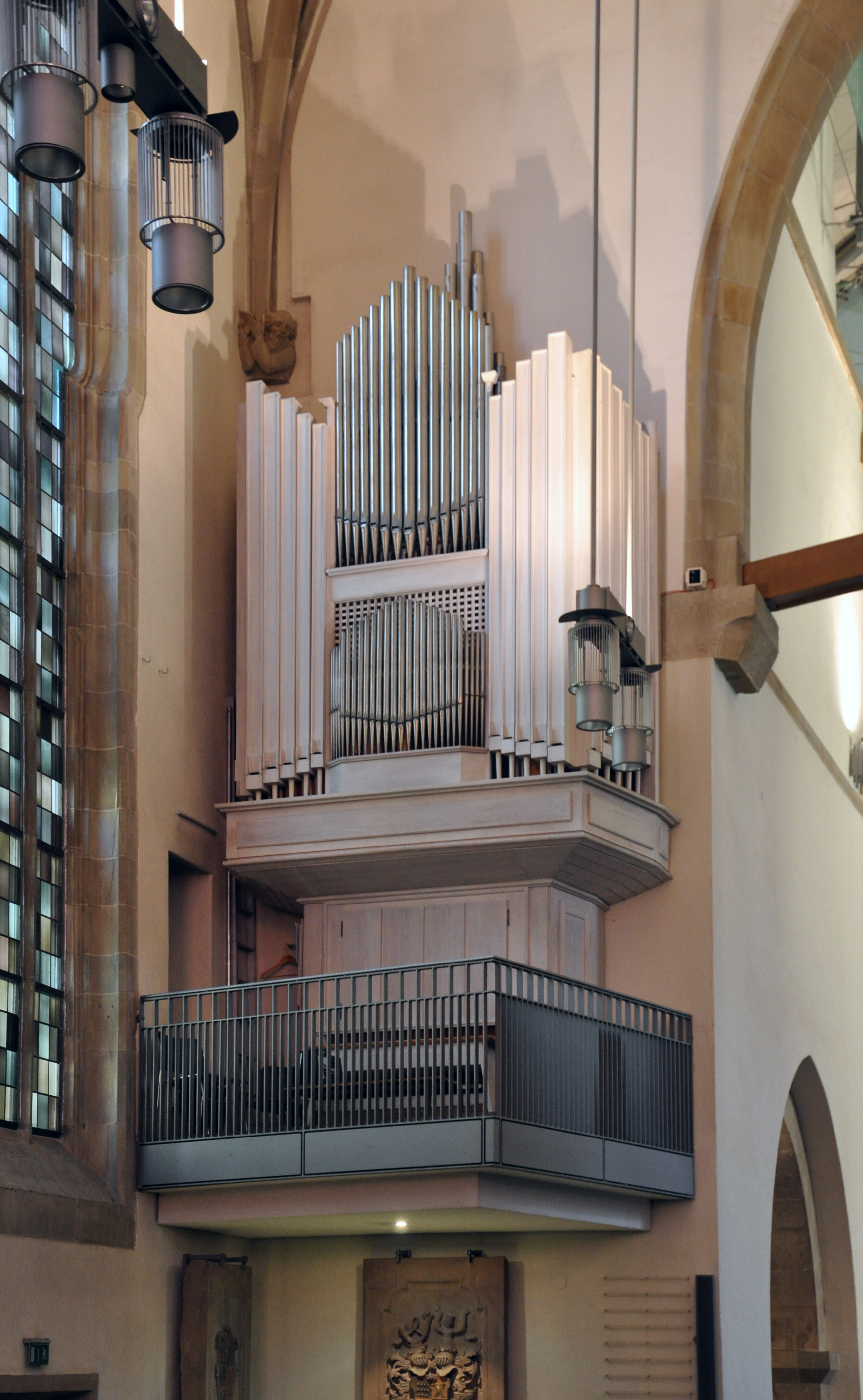
Chororgel

Weiterhin befindet sich in der Stiftskirche eine Chororgel, die 1953 durch die Firma Weigle errichtet wurde. Sie wurde 2003 durch die Firma Mühleisen überholt und um ein Register aus der alten Hauptorgel erweitert. Auf zwei Manualen und Pedal verteilen sich 12 Register und zwei Extensionen. Die Disposition ist wie folgt:
| I. Manual C–g3 |                         |       |     |
| 1.             | Flöte                   | 8′    |     |
| 2.             | Principal               | 4′    |     |
|                | Quinte (Vorabzug Nr. 3) | 2 ⁄3′ | (n) |
| 3.             | Sesquialtera II         | 2 ⁄3′ |     |
|                | Octave (Vorabzug Nr. 4) | 2′    | (n) |
| 4.             | Mixtur III-IV           | 2′    |     |

| II. Manual C–g3 |            |    |
| 5.              | Gedeckt    | 8′ |
| 6.              | Blockflöte | 4′ |
| 7.              | Principal  | 2′ |
| 8.              | Zimbel II  | 1′ |
| 9.              | Krummhorn  | 8′ |

| Pedal C–f1 |                           |     |     |
| 10.        | Subbass                   | 16′ |     |
| 11.        | Oktavbass                 | 08′ |     |
|            | Gedecktbass (Ext. Nr. 10) | 08′ |     |
|            | Choralbass (Ext. Nr. 11)  | 04′ |     |
| 12.        | Trompete                  | 08′ | (n) |

- Koppeln: II/I, I/P, II/P
- Anmerkungen

(n) = neu (2003)
1. ↑  Aus Trompete 16′ der  Hauptorgel von 1958; statt der ursprünglichen Flöte 2'

### Organisten
Organisten an der Stiftskirche waren u. a. Konrad Kocher (1838/1849–1865), Immanuel Faißt (1865–1894), Heinrich Lang (1894–1919), Arnold Strebel (1919–1945), Karl Gerok (1958–1970), Herbert Liedecke (1970–1978), Martha Schuster (1978–1991), Felix Mende (2015–2018) und Kensuke Ohira (2018–2020).
Heute versehen Stiftskantor Kay Johannsen und Stiftsorganistin Clara Hahn den Orgeldienst an der Stiftskirche (Stand 2021).

## Glocken

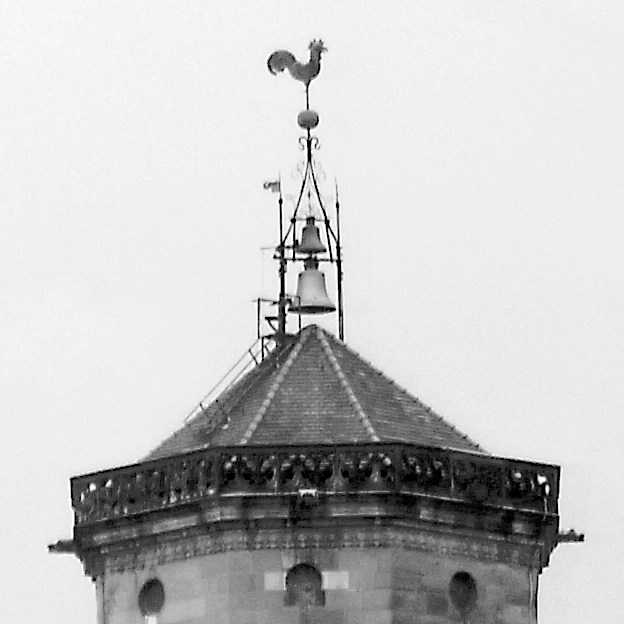
Die Glocken auf dem Westturm

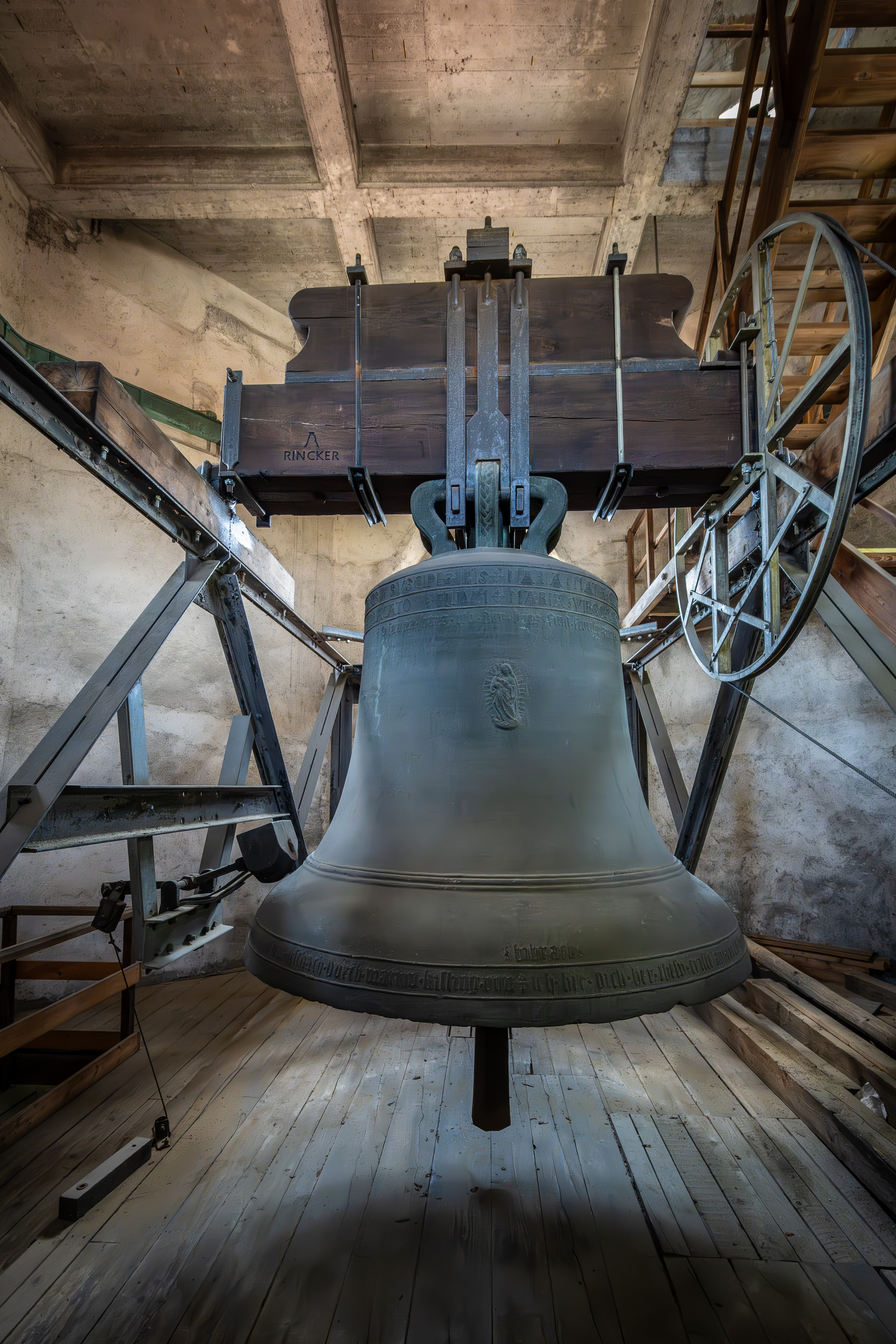
Guldenglocke

Die Stiftskirche verfügt über einen Bestand von elf Kirchenglocken. Acht Glocken davon werden elektrisch geläutet, und zwei Glocken dienen dem Uhrschlag. Die beiden Stundenglocken hängen in der Westturmspitze, die acht Läuteglocken hängen verteilt auf den Südturm und den Westturm.
Die älteste Glocke hängt im Südturm. Sie lässt sich auf das Jahr 1285 datieren und heißt Torglocke, weil sie abends geläutet wurde, bevor die Stadttore geschlossen wurden, um die außerhalb der Stadtmauern weilenden Bürger zur Heimkehr zu mahnen. Die Torglocke wird noch heute nur per Seilzug geläutet und zählt nicht zum Hauptgeläut der Stiftskirche; sie wird auch nur zu besonderen Anlässen geläutet.
Vier der 8 Läuteglocken stammen aus dem 20. Jahrhundert. Die übrigen vier sind mittelalterliche Glocken, u. a. die beiden größten Glocken des Geläuts, die 1520 von dem Glockengießer Martin Kissling (Biberach a. d. Riß) geschaffen wurden.
Einige der mittelalterlichen Glocken sind im Laufe der Zeit untergegangen. Nennenswert ist u. a. die Gallusglocke, die wohl zunächst auf dem kleinen, und schließlich dann auf dem großen Turm gehangen hat; sie wog etwa 900 kg und hatte einen Durchmesser von 110 cm, und den Schlagton fis1. Außerdem gab es um das Jahr 1473 eine Schlagglocke, die aber nicht selbst schlug, sondern vom Turmwächter durch „Nachschlagen“ erklang. 1486 hatte die Glocke offensichtlich einen Sprung, und man versuchte, durch Wegschneiden der schadhaften Stelle den Klang der Glocke wiederherzustellen.

### Einzelglocken
| Nr. | Name                          | Gussjahr | Gießer, Gussort                      | Durch-messer | Masse    | Nominal (HT-1⁄16) | Turm                | Funktion |
| --- | ----------------------------- | -------- | ------------------------------------ | ------------ | -------- | ----------------- | ------------------- | --- |
| 1   | Osanna oder Guldenglocke      | 1520     | Martin Kissling, Biberach a. d. Riß  | 2010 mm      | ≈6000 kg | a0 ±0             | Westturm            | Festtagsglocke (Gloriosa), Stundenschlag |
| 2   | Heiligkreuz- oder Salveglocke | 1520     | Martin Kissling, Biberach a. d. Riß  | 1690 mm      | 3270 kg  | c1 ±0             | Südturm             | Kreuzglocke und gleichzeitig die Sonntagsglocke (Dominica) |
| 3   | Große Betglocke               | 1964     | Gießerei Rincker, Sinn               | 1470 mm      | 1945 kg  | d1 −1             | Südturm             | |
| 4   | Betglocke                     | 1999     | Gießerei Rincker, Sinn               | 1320 mm      | 1622 kg  | e1 −1             | Südturm             | |
| 5   | Taufglocke                    | 1956     | Heinrich Kurtz, Stuttgart            | 1090 mm      | 848 kg   | g1 ±0             | Südturm             | |
| 6   | Gedächtnisglocke              | 1956     | Heinrich Kurtz, Stuttgart            | 970 mm       | 594 kg   | a1 ±0             | Südturm             | Schiedglocke (Totenglocke) |
| 7   | Herr-segne-uns-Glöckle        | 1498     | Pantlion Sidler, Esslingen a. Neckar | 490 mm       | ≈80 kg   | b2 ±0             | Südturm, Laterne    | Segen |
| 8   | Silberglöckle                 | 1507     | Pantlion Sidler, Esslingen a. Neckar | 380 mm       | 35 kg    | des3 −1           | Westturm, Dachgaube | täglich um 21 und um 24 Uhr |
| I   | Torglocke                     | 1285     | unbekannt                            | 1460 mm      | 2050 kg  | d1 −5             | Südturm             | Ursprünglich Angelus- bzw. Betglocke; erklingt zu besonderen Anlässen, z. B. am 25. Juli und am 13. Sept. (Zerstörungsgedenktage) jeweils um 11 Uhr und am Sonntag Invokavit zum Gottesdienst. |
| II  | Stundenglocke                 | 1950     | Kurtz, Stuttgart                     | 1030 mm      | 658 kg   | g1 +1             | Westturm, Spitze    | Stundenschlag |
| III | Viertelstundenglocke          | 1541     | unbekannt                            | 680 mm       | ≈200 kg  | es2 +8            | Westturm, Spitze    | Viertelstundenschlag |

### Inschriften
| Nr. | Name                          | Inschriften (Übersetzung) |
| --- | ----------------------------- | --- |
| 1   | Osanna oder Guldenglocke      | IHS [= JHESVS] – MARIA MATER – GRACIE MATER MISERICORDIAE – TV NOS AB HOSTE PROTEGE – IN HORA MORTIS SVSCIPE – MARIA VIRGO VIRGINVM – DEPOSCE NOBIS OMNIVM – REMISSIONEM CRIMINVM – TVVM PLACATO FILIVM (Maria, Mutter der Gnade, Mutter der Barmherzigkeit, beschütze Du uns vor dem Feind, nimm uns in der Todesstunde auf! Maria, Jungfrau der Jungfrauen, erbitte uns Verzeihung aller unserer Sünden, versöhne Deinen Sohn!) Osanna hais ich der boes find (Feind) flvicht mich –– ich bit dich her ihesv criste am crytze fron – dv wellest gesengne minen thon - das er alle vngwitter vertreib – vnd behiet den menschen sel und leib – dvrch firbit marie der mvoter din – dan in viwer (Feuer) ich gosse bin – im 1520 iar das gschach – dvrch martin kisling von bibrach |
| 2   | Heiligkreuz- oder Salveglocke | SALVATOR MVNDI SALVA NOS – QUI PER CRVCEM – ET SANGVINEM REDEMISTI NOS – AVXILIARE NOBIS – TE DEPRECAMV(R) DEVS NOSTER (Welterlöser, erlöse uns, der Du durch Kreuz und Blut uns losgekauft, hilf uns, Dich flehen wir an, unseren Gott!) des hailgen critz glock ich genemt bin – vnd hon eben miner schewster[!] osanna sin – dan mir mit ain ander gossen sind – mir wellend vngwiter vnd wind – mit gottes hilf vertriben gar – martin kisling von bibrach – gos mich och fir wra[! = fürwahr] – im 1520 iar |
| 3   | Große Betglocke               | WO DER HERR NICHT DIE STADT BEHVETET, WACHT DER WAECHTER VMSONST (Ps 127,1) |
| 4   | Betglocke                     | DER HERR, VNSER GOTT, SEI MIT VNS, WIE ER GEWESEN IST MIT VNSEREN VAETERN (1. Kön 8,57) |
| 5   | Taufglocke                    | EIN HERR EIN GLAVBE EINE TAVFE (Eph 4,5) |
| 6   | Gedächtnisglocke              | GEGOSSEN 1938 VON WOLFGANG KURTZ GEFALLEN 1941 IN RUSSLAND – ZUR EHRE GOTTES WIEDERGEGOSSEN – VON MEISTER WILHELM u SOHN HANS KURTZ – IN STUTTGART –– GLEICHWIE SIE IN ADAM ALLE STERBEN, ALSO WERDEN SIE IN CHRISTO ALLE LEBENDIG GEMACHT WERDEN (1. Kor 15,22) |
| 7   | Herr-segne-uns-Glöckle        | s lvx max iohanes mathevs er gos mich pantlio(n) sidler vo(n) essling im m cccc l xxxxviii (Sankt Lukas, Markus, Johannes, Matthäus zur Ehre goss mich Pantlion Sidler von Esslingen im Jahr 1498.) |
| 8   | Silberglöckle                 | ossanna hais ich pantlio(n) sidler vo(n) esslinge(n) gos mich im xv c ij iar |
| I   | Torglocke                     | ME RESONANTE PIA P(O)P(V)LI MEMOR ESTO MARIA ANNO D(OMI)NI M CC LXXXV ALPHA ETO (Wenn ich erklinge, gedenke des Volkes, fromme Maria! Im Jahr des Herrn 1285. Alpha und O [d. h. Anfang und Ende].) |
| II  | Stundenglocke                 | MEINE ZEIT STEHT IN DEINEN HAENDEN (Ps 31,16) – 1950 |
| III | Viertelstunden-glocke         | VERBUM DOMINI MANET IN ETERNUM AMEN (Gottes Wort bleibt in Ewigkeit. Jes 40,8) |

## Bilder

360°-Panorama vom Westturm
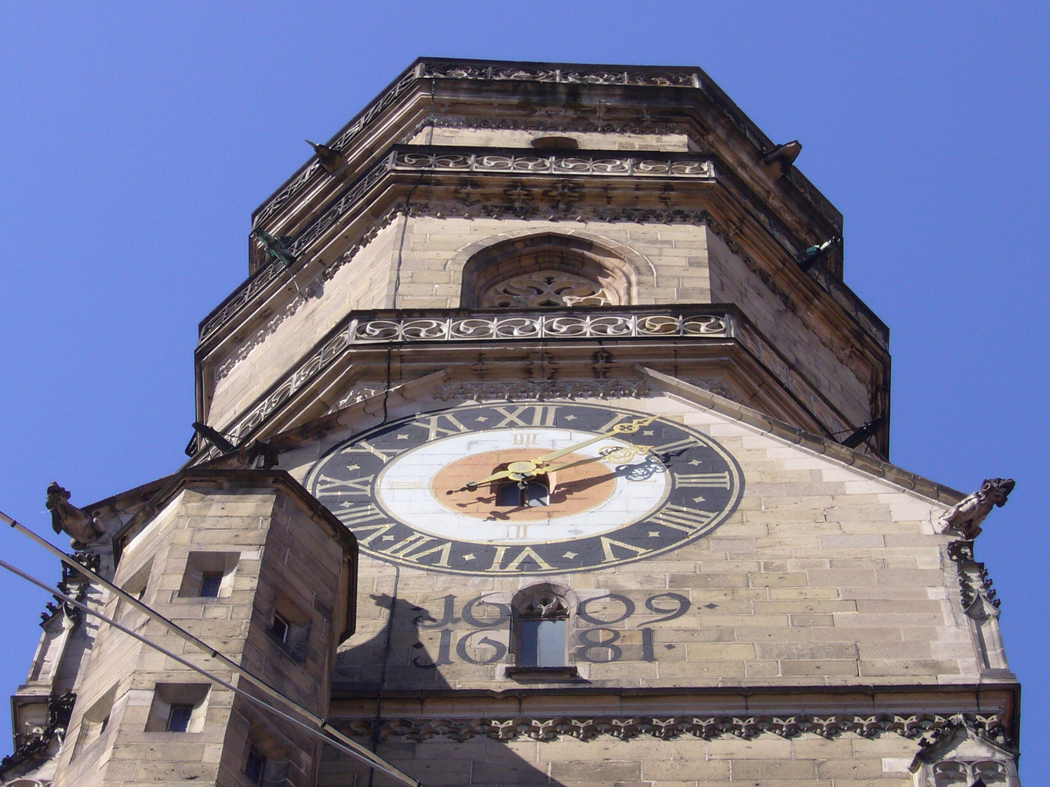
Obere Geschosse des Westturms
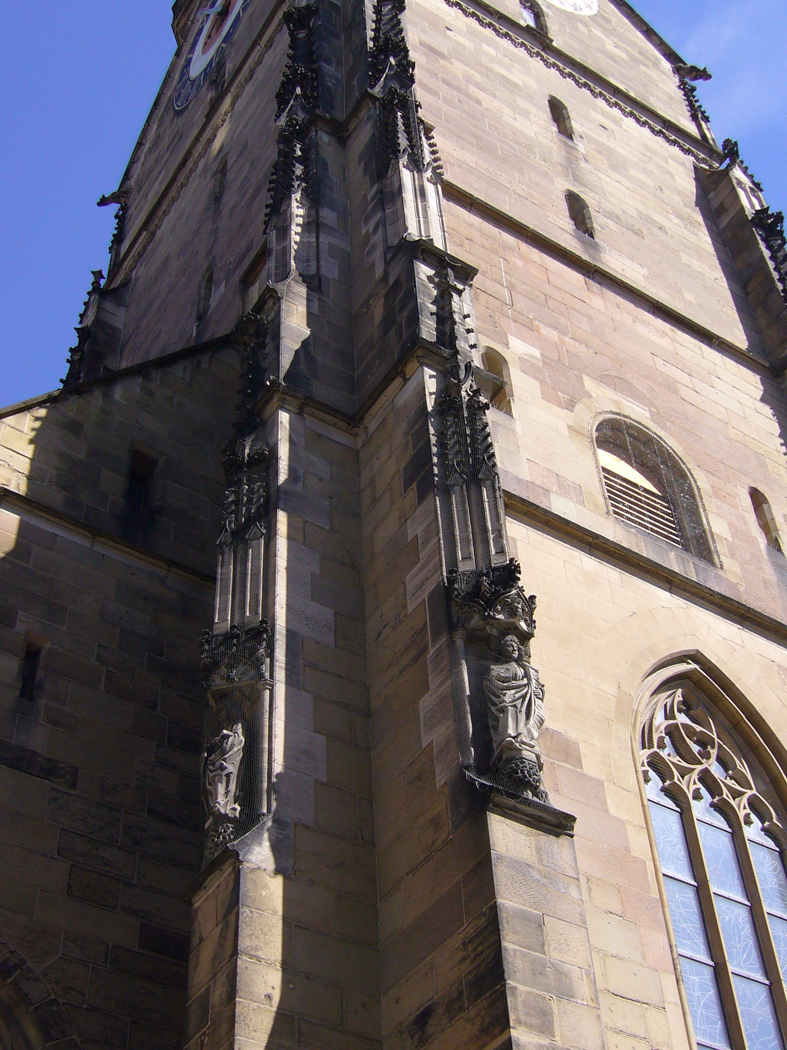
Strebepfeiler am Westturm
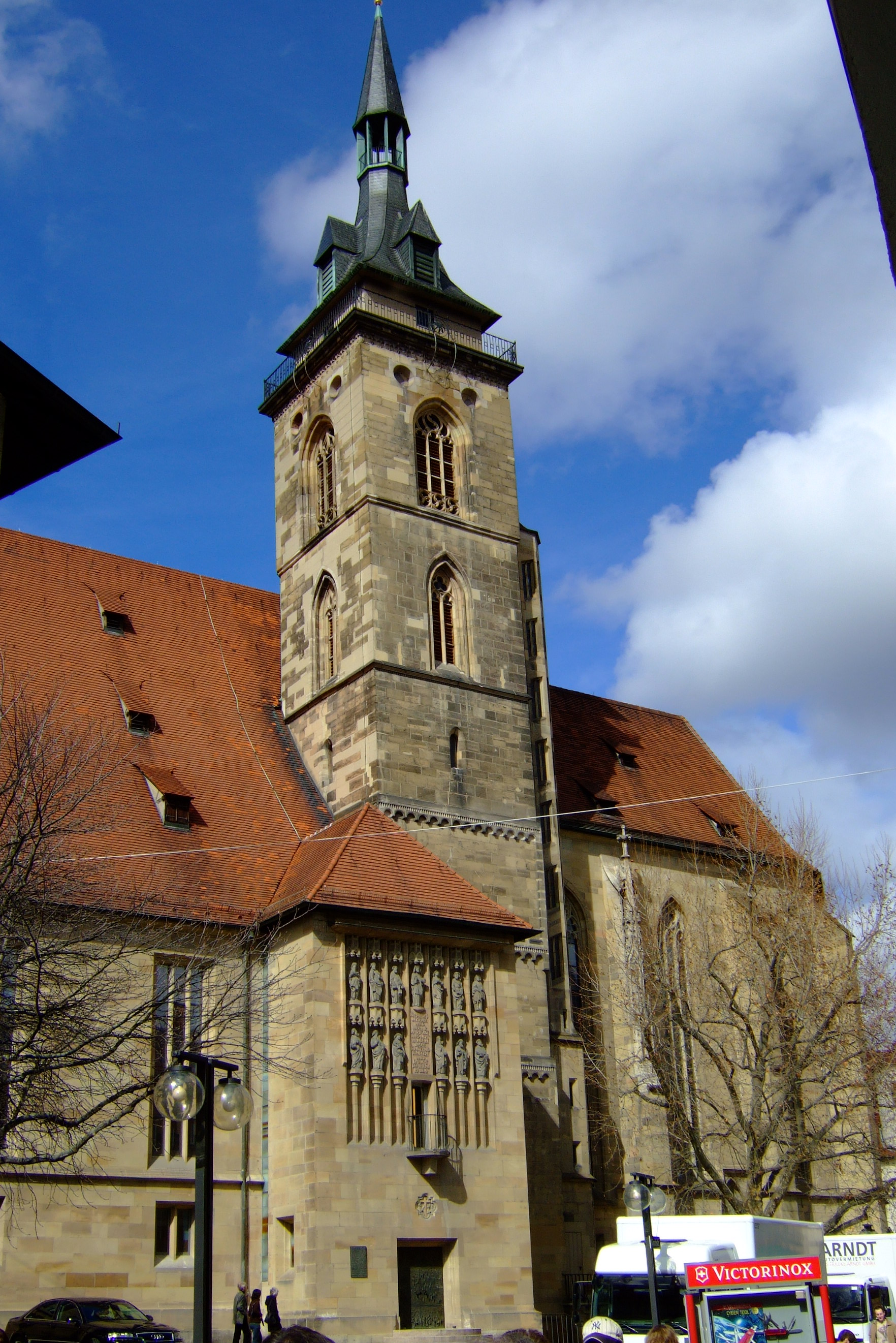
Südturm
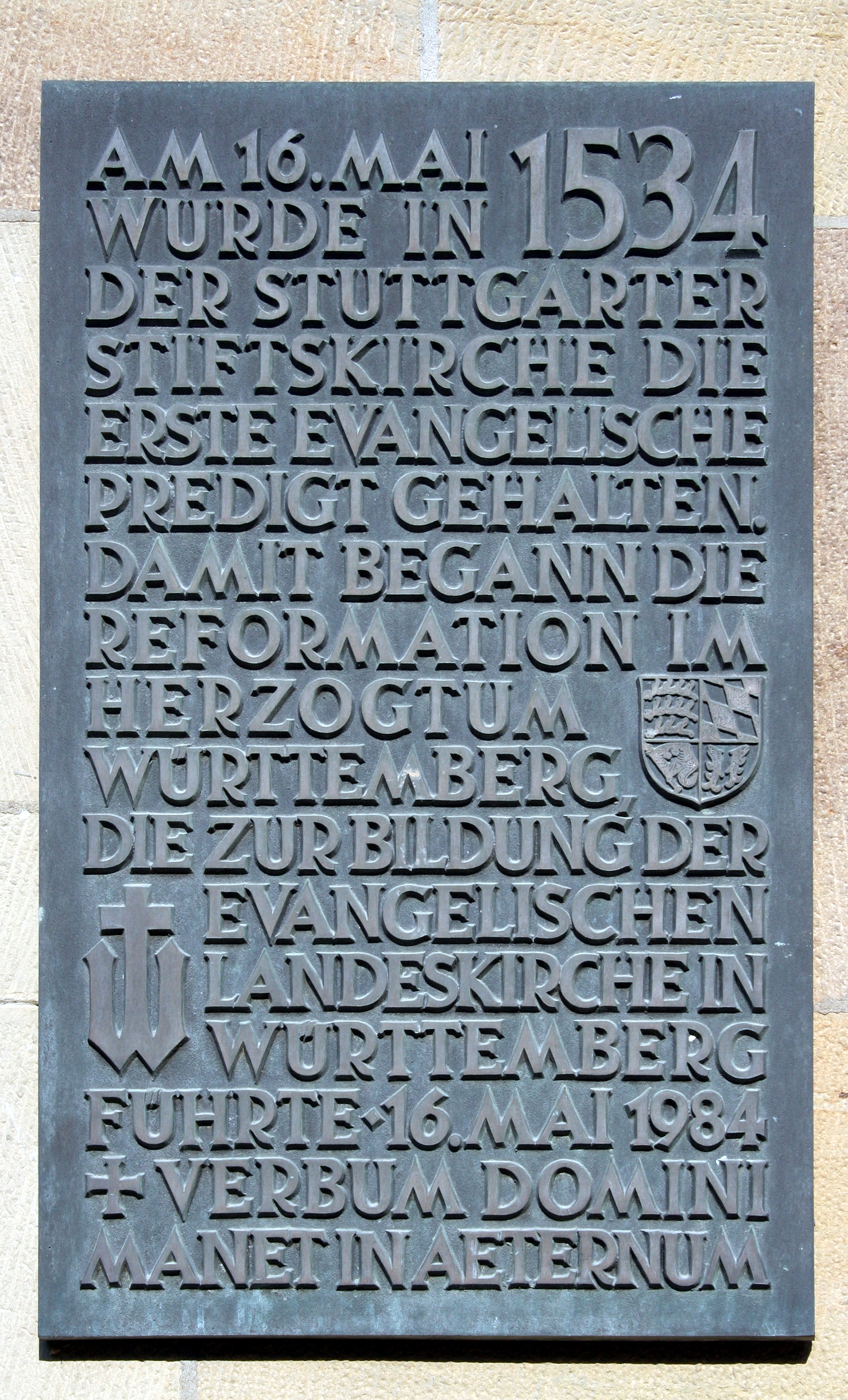
Inschriftentafel an der Stiftskirche
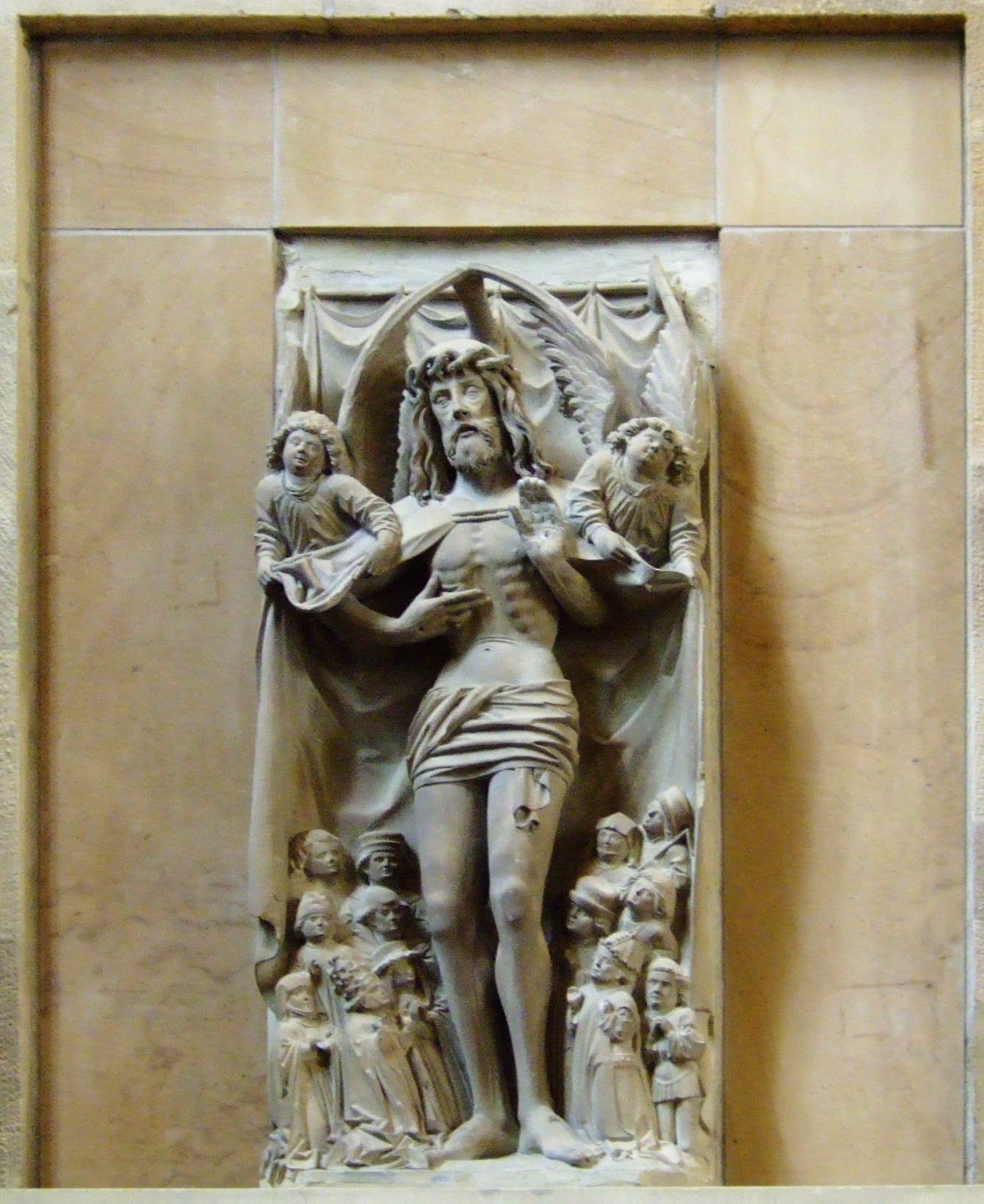
Schutzmantel-Christus (um 1500)

### Neuere Literatur
- Reinhard Lambert Auer:[69] Stiftskirche Stuttgart, Architektur und Gegenwartskunst. Darmstadt: Verlag Das Beispiel, 2004, ISBN 3-935243-40-5.
- Oliver Auge: Kleine Geschichte der Stuttgarter Stiftskirche. Leinfelden-Echterdingen: DRW-Verlag, 2009.
- Andreas Keller: Stiftskirche. Altdorf: Andreas Keller Fotografie, 2014, online.
- Martin Klumpp:[70] Stiftskirche Stuttgart: Rundgang. Stuttgart: Evangelische Stiftskirchengemeinde, 2006.
- Christa Mack: Heiliger Raum. Stiftskirche, St. Leonhard und Hospitalkirche im Mittelalter. Begleitheft zur Ausstellung Heiliger Raum. Stiftskirche, St. Leonhard und Hospitalkirche im Mittelalter; 24.9. bis 26.11.2004. Stuttgart: Stadtarchiv, 2004.
- Theo Sorg: Die Stiftskirche in Stuttgart. Stuttgart: Henkel, 1979.
- Theo Sorg: Die Stiftskirche in Stuttgart. Königstein im Taunus: Langewiesche, 2013, ISBN 3-7845-1631-9.
- Peggy-Petra Wendschuh:[71] Der Wiederaufbau der Stuttgarter Stiftskirche. Tübingen: Universität, Dissertation, 1988.

### Ältere Literatur
- Gustav Bossert: Die Schlußsteine der Stiftskirche in Stuttgart. In: Schwäbischer Merkur, Sonntagsbeilage, Nummer 253 vom 28./29. Oktober 1939, Nummer 259 vom 4./5. November 1939.
- Geschichte der Stuttgarter Stiftskirche: Festschrift zur Feier ihres vierhundertjährigen Bestehens 1895. Stuttgart: Steinkopf, 1895.
- Wilhelm Friz: Die Stiftskirche zu Stuttgart. Stuttgart: Klett, um 1929.
- Carl Alexander von Heideloff: Die Kunst des Mittelalters in Schwaben: Denkmäler der Baukunst, Bildnerei und Malerei. Stuttgart: Ebner & Seubert, 1855, Seite 16–26, Tafel IV–VI, pdf.
- Georg Kopp: Stuttgarter Stiftskirche, 1844–1958, Stuttgart: Quelle-Verlag,1958.
- Hermann Mosapp: Die Stiftskirche in Stuttgart. Stuttgart: Haenselmann, 1887.
- Eduard von Paulus: Die Kunst- und Altertums-Denkmale im Königreich Württemberg, Band: Inventare [Neckarkreis]. Stuttgart 1889, Seite 11–20.
- Gustav Wais: Die Stuttgarter Stiftskirche. Mit einer Baugeschichte von Adolf Diehl. Stuttgart: Kohlhammer, 1952.

### Grabmäler
- Werner Koch; Christopher Koch: Stuttgarter Friedhofsführer. Ein Wegweiser zu Gräbern bekannter Persönlichkeiten. Tübingen 2012, S. 168–170.
- Harald Schukraft: Die Stiftskirche in Stuttgart als Grablege des Hauses Württemberg. Lindenberg: Kunstverlag Fink, 2013.
- Harald Schukraft: Die Gruft der Herzöge von Württemberg in der Stuttgarter Stiftskirche. Esslingen am Neckar: Baden-Württemberg, Landesamt für Denkmalpflege im Regierungspräsidium Stuttgart, 2008, pdf.

### Glasfenster
- Ludger Schmidt:[72] Stiftskirche Stuttgart. Bauwerk, Kunstwerke und geistliche Basis. Ohne Ort, 2017, online.
- Hans Gottfried von Stockhausen: Fenster der Stuttgarter Stiftskirche. Markstein, Filderstadt 2004, ISBN 3-935129-19-X.